# Habu Yoshiharu
Habu Yoshiharu (羽生 善治 (Vũ Sinh Thiện Trị)) sinh ngày 27 tháng 9, 1970 (Chiêu Hòa thứ 45) tại TP Tokorozawa, tỉnh Saitama là một kỳ thủ shogi chuyên nghiệp đạt cấp độ Cửu đẳng người Nhật Bản, đồng thời là một kỳ thủ cờ vua đã được phong là Kiện tướng FIDE. Kể từ tháng 6 năm 2023, ông là Chủ tịch của Liên đoàn Shogi Nhật Bản (JSA).
Vào năm 1985, Habu trở thành kì thủ chuyên nghiệp khi còn đang học trung học, và vào năm 1989, ông giành được danh hiệu đầu tiên của mình - Long Vương. Sau đó, vào ngày 14 tháng 2 năm 1996, Habu trở thành người đầu tiên trong lịch sử sở hữu cùng lúc tất cả 7 danh hiệu lớn của Shogi thời đó (Long Vương, Danh Nhân, Vương Vị, Vương Tọa, Kì Vương, Vương Tướng, Kì Thánh).
Vào ngày 5 tháng 12 năm 2017, sau 15 kì, Habu đã giành được danh hiệu Long Vương thứ 7 của mình tại Long Vương Chiến kì 30, qua đó đạt đủ điều kiện trở thành Vĩnh thế Long Vương và trở thành Vĩnh thế Thất quán đầu tiên trong lịch sử. Nếu tính thêm Danh dự NHK Cup, Habu là người đầu tiên có được 8 danh hiệu Vĩnh thế tại các giải chuyên nghiệp. Với những thành tích này, vào năm 2018, ông trở thành kì thủ đầu tiên nhận được Giải thưởng Quốc dân Danh dự.
Trong mùa giải 2018, Habu đã vô địch Cúp NHK lần thứ 68, đưa tổng số lần vô địch các giải đấu không danh hiệu của ông (45) vượt qua kỉ lục trước đó của Ōyama Yasuharu (44 lần).
Habu đã vô địch tổng cộng 152 giải đấu, trong đó có 144 giải đấu chính thức, 99 kì danh hiệu, tham gia 138 trận tranh danh hiệu, xuất hiện trong 26 trận tranh ngôi liên tiếp của 1 danh hiệu (Vương Tọa), giữ 1 danh hiệu (Vương Tọa) 24 kì liên tiếp và vô địch 45 lần các giải đấu chính thức không danh hiệu, đều là những kỉ lục trong Shogi. Một số kỉ lục khác của Habu bao gồm 53 lần vô địch các giải đấu không danh hiệu nói chung, vô địch 8 lần các giải đấu không chính thức, nhận giải Kỳ thủ xuất sắc nhất năm 22 lần, và đứng thứ nhất trong bảng xếp hạng tiền thưởng hàng năm 23 lần (xem thêm tại mục Thành tích chính). 
Những kì thủ gần tuổi Habu cũng bao gồm một số kì thủ rất ưu tú như Moriuchi Toshiyuki (đạt điều kiện Thập bát thế Danh Nhân) hay Satō Yasumitsu (đạt điều kiện Vĩnh thế Kì Thánh). Những kì thủ như vậy được gọi chung là "Thế hệ Habu". 

## Tuổi thơ
Habu sinh ra tại Tokorozawa, Saitama, nhưng vào khoảng thời gian ông học mầm non, gia đình ông đã chuyển đến Hachiōji, Tokyo.
Khi ông học lớp 1 tiểu học, một người bạn cùng lớp sống gần đó đã dạy ông cách đi quân trong shogi.

### Tại Câu lạc bộ Shogi Hachiōji
Vào mùa hè năm 1978, khi Habu học lớp 2 tiểu học, ông rất có hứng thú với Shogi và đã đăng kí tham gia giải Shogi dành cho các học sinh tiểu và trung học trong kì nghỉ hè lần thứ 1, được tổ chức bởi Câu lạc bộ Shogi Hachiōji. Trong lần đầu tham gia một giải đấu, Habu đã bị loại với thành tích 1 thắng - 2 thua. Do đó, kể từ ngày 28 tháng 10 cùng năm, Habu đến lớp học shogi mỗi cuối tuần. Vì nhà mới của Habu ở khu đô thị mới, xung quanh không có nhiều hàng quán nên mỗi lần cha mẹ Habu đi mua sắm, mẹ của ông sẽ gửi ông lại tại lớp học.
Cấp thấp nhất tại lớp học là Thất cấp (7-kyu), nhưng để cho Habu cũng được hưởng niềm vui khi thăng cấp, chủ tịch dojo cho ông bắt đầu ở 14-kyu (còn gọi là 15-kyu). Kể từ đó, lực cờ của ông cải thiện nhanh chóng và vào thời điểm ông tốt nghiệp lớp 3 tiểu học, Habu đã được xếp hạng Sơ đẳng tại dojo. Vào tháng 10 năm lớp 4 của ông, Habu đã được thăng lên Tứ đẳng, và vào tháng 10 năm sau đó, Habu đã lên đến Ngũ đẳng, trình độ được coi là cao thủ trong giới nghiệp dư. Ngoài ra, khi chơi shogi ở nhà, Habu sẽ đấu với 3 người - cha mẹ và em gái. Khi bên kia gặp bất lợi, bàn cờ sẽ được xoay ngược 180 độ. Thông thường thì người khác trong nhà sẽ thế chỗ Habu, nhưng luật lệ này không kéo dài lâu vì năng lực của Habu đi lên quá nhanh.

### Các giải đấu nhỏ
Vào năm 1979, khi đang học lớp 3 tiểu học và được xếp hạng Tứ cấp (4-kyu), tại Siêu thị Tōkyū, Habu đã tham gia giải "Học sinh giỏi nhất Nhật Bản" tại hạng mục lớp nhỏ tiểu học và về nhì (người vô địch là Senzaki Manabu). Xuyên suốt năm sau đó, ông đã về nhì và đạt hạng 3 tại nhiều giải đấu tại các siêu thị khắp vùng Kantō. Khi thi đấu ở các giải đó, Habu luôn đội một chiếc mũ đỏ của đội bóng chày Hiroshima Toyo Carp để giúp mẹ dễ tìm hơn (tuy bản thân ông là fan Yomiuri Giants).
Vào ngày 7 tháng 1 năm 1981, Habu đã tham gia Giải Shogi Tiểu học trong Lễ hội Shogi Odakyū và có chức vô địch đầu tiên của mình trong đời. Cũng trong giải đó, vị trí thứ 2 và 3 lần lượt là Moriuchi Toshiyuki và Ogura Hisashi. Sự cạnh tranh giữa Habu và Moriuchi cũng bắt đầu từ giải này. Trong ván đấu giữa hai người, Moriuchi (Tiên) đã bắt đầu ván đấu bằng một nước đi hiếm gặp: ▲X-58. Habu đáp trả bằng nước đi còn lạ hơn: △X-52, sử dụng một khai cuộc hết sức hiếm thấy. Cùng năm đó, Habu trở thành người trẻ nhất vượt qua vòng loại Danh Nhân nghiệp dư (vào ngày 12 tháng 7). Trong tháng 8 năm đó, Habu đã vô địch 4 giải đấu cho học sinh tiểu học trên địa bàn Tokyo.

### Tại Trường đào tạo kỳ thủ
Khi học lớp 5 tiểu học, Habu đã có ý định tham gia Trường đào tạo kỳ thủ và ông đã đến hỏi ý kiến phó chủ tịch dojo Nakajima Katsuyasu (sư đồ đầu tiên của Futakami Tatsuya) và Nakajima đã ra điều kiện rất khó: phải vô địch Tiểu học Danh Nhân Chiến. Tuy nhiên, vào ngày 3 tháng 4 năm 1982, Habu đã thành công đạt được điều kiện đó. Người xếp hạng 3 tại Tiểu học Danh Nhân Chiến kỳ đó là Moriuchi, và bình luận viên NHK là Tanigawa Kōji, người sẽ tròn 20 tuổi sau đó 3 ngày. Ngay sau khi xem ván đấu của con mình từ studio NHK, mẹ của Habu đã lập tức gọi điện cho Futakami. Ngoài ra, Ōyama Yasuharu Thập ngũ thế Danh Nhân đã nhận định trên chương trình rằng Habu và Tanigawa là hai kỳ thủ trẻ tài năng sẽ đối đầu nhau ở đỉnh cao của giới Shogi chuyên nghiệp về sau.
Cùng năm đó, Habu đã vượt qua bài kiểm tra để vào Trường đào tạo kỳ thủ. Trong vòng 1 năm sau đó, Habu thăng cấp liên tục từ Lục cấp (6-kyu) lên Sơ đẳng (1-dan), và vào ngày 18 tháng 12 năm 1985, ông đã đạt thành tích kỷ lục 13 thắng - 4 thua khi được xếp hạng Tam đẳng (3-dan). Xét theo điều kiện thăng đẳng thời đó, Habu đã được thăng lên Tứ đẳng (4-dan) và trở thành kì thủ thứ 3 lên chuyên khi còn học trung học, sau Katō Hifumi và Tanigawa Kōji.

## Sự nghiệp

### Ra mắt
| 9  | 8  | 7  | 6  | 5  | 4  | 3  | 2  | 1  |    |
| 香 | 桂 |    | 金 |    |    |    |    |    | 一 |
|    | 飛 |    |    | 銀 |    | 王 |    |    | 二 |
| 歩 |    |    | 歩 | 歩 | 歩 | 桂 |    |    | 三 |
|    |    | 歩 | 銀 |    |    | 歩 |    |    | 四 |
|    | 歩 |    |    |    |    |    |    |    | 五 |
|    |    | 歩 |    |    |    |    |    |    | 六 |
| 歩 | 歩 | 銀 | 歩 | 歩 | 歩 | 歩 | 香 | 歩 | 七 |
|    |    | 金 |    |    | 玉 |    | 歩 | 飛 | 八 |
| 香 | 桂 |    |    |    |    | 金 |    | 角 | 九 |

Trong mùa giải 1986, mùa giải trọn vẹn đầu tiên của mình, Habu đã đạt được tỷ lệ thắng 0,714 (40 thắng - 14 thua), cao nhất trong tất cả các kỳ thủ và nhận được giải Tân binh của năm và giải Tỷ lệ thắng cao nhất trong kỳ Đại thưởng thứ 14. Habu cùng với những kì thủ ưu tú khác ra mắt cùng thời điểm với mình được gọi là Thế hệ Habu (羽生世代 (Vũ Sinh thế đại) Habu sedai), và vào ngày 5 tháng 12 năm 1987, ông đã có cho mình chức vô địch đầu tiên đại diện cho thế hệ mới tại Thiên Vương Chiến lần thứ 3 khi mới 17 tuổi 2 tháng.
Habu Ngũ đẳng lần đầu tiên được biết đến tại Cúp NHK lần thứ 38 (mùa giải 1988) khi đánh bại lần lượt 4 Danh Nhân Ōyama Yasuharu, Katō Hifumi, Tanigawa Kōji, và Nakahara Makoto tại vòng 3, tứ kết, bán kết và trận chung kết. Trong đó, ở ván tứ kết với Katō Hifumi, ở nước thứ 61, Habu (Tiên) đã đi ▲B*52 (hình cờ bên phải). Nếu quân Bạc này bị Xe hoặc Vàng của Katō (Hậu) bắt thì Vua của Katō sẽ bị chiếu hết. Không còn lựa chọn khác, Katō buộc phải đi △V-42 và đầu hàng sau đó 5 nước (sau nước thứ 67). Sau ván đấu, ông đã nói: "Đến cả thành viên Trường đào tạo cũng có thể nhìn ra nước ▲B*52". Tuy nhiên Katō cũng đánh giá cao nước thứ 43 ▲V-48 của Habu, nước đi nhằm bảo vệ Vua.
Cũng trong mùa giải 1988, Habu đã phá vỡ 4 kỷ lục: số ván đấu, số ván thắng, tỷ lệ thắng, và chuỗi thắng dài nhất (lần lượt với các thành tích 80 ván - 64 thắng - tỷ lệ 0.800 - chuỗi thắng 18). Đồng thời, trong kì Đại Thưởng thứ 16, Habu đã nhận giải Kỳ thủ xuất sắc nhất năm, trở thành kỳ thủ trẻ nhất (18 tuổi) và cũng là kỳ thủ không có danh hiệu đầu tiên nhận được giải thưởng này.
Vào năm 1989, tại Long Vương chiến kì 2, Habu đã chiến thắng tổ 3 và giành quyền khiêu chiến sau khi chiến thắng vòng Xác định Khiêu chiến giả. Đối thủ của ông trong loạt tranh ngôi 7 ván là Sơ đại Long Vương Shima Akira - người dẫn dắt Hội nghiên cứu Shima mà Habu từng tham gia. Sau loạt tranh ngôi căng thẳng, Habu đã giành được danh hiệu Long Vương sau khi chiến thắng 4-3 trong loạt tranh ngôi. Ở 19 tuổi 2 tháng, Habu đã phá vỡ kỷ lục kỳ thủ trẻ nhất giành danh hiệu (kỷ lục này tiếp tục bị phá vào năm sau đó bởi Yashiki Nobuyuki Thất đẳng khi đó 18 tuổi). Cũng trong mùa giải đó, tỷ lệ thắng khi cầm Tiên của Habu đạt kỷ lục 0.9355 (29 thắng - 2 thua).
Vào tháng 11 năm 1990, Habu đã để mất danh hiệu Long Vương vào tay Tanigawa Kōji sau khi thất bại 1-4 trong loạt 7 ván. Sau khi mất danh hiệu, ông được gọi là "Tiền Long Vương". Chỉ 4 tháng sau đó, vào tháng 3 năm 1991, Habu đã chiến thắng 3-1 trước Minami Yoshikazu và trở thành Kỳ Vương kỳ 16. Trong vòng 27 năm 9 tháng kể từ đó cho đến tháng 12 năm 2018, Habu luôn luôn giữ ít nhất một danh hiệu. Do đó, đẳng cấp cuối cùng mà ông được gọi bằng trước khi giành danh hiệu Long Vương kì 2 là Lục đẳng, đạt được khi khiêu chiến Long Vương.

### Tiến đến Thất quán
Trong mùa giải 1992, Habu đã giành được danh hiệu Vương Tọa kỳ 40 sau khi chiến thắng 3-0 trước Fukusaki Bungo Vương Tọa trong loạt tranh ngôi 5 ván. Đây cũng là lần đầu tiên ông giữ nhiều hơn một danh hiệu (Vương Tọa - Kỳ Vương). Cũng từ đây mà kỉ lục giữ một danh hiệu nhiều kỳ liên tiếp nhất của Habu bắt đầu. Cũng trong mùa giải đó, tại Long Vương Chiến kỳ 5, trong loạt tranh ngôi lịch sử giữa Tanigawa Kōji Long Vương (Tam quán) và Habu Nhị quán, Habu đã chiến thắng 4-3 và "đảo ngược tình thế sở hữu các danh hiệu," như Morishita Taku đã bình luận.
Trong mùa giải 1993, Habu đã giành được các danh hiệu Kỳ Thánh kỳ 63 và Vương Vị kỳ 35 lần lượt từ Tanigawa và Gōda Masataka để trở thành Ngũ quán thứ 3 trong lịch sử Shogi (sau Ōyama Yasuharu và Nakahara Makoto). Đối với danh hiệu Vương Vị, mùa giải này cũng là lần đầu tiên Habu vào đến vòng bảng Vương Vị chiến, và cho đến bây giờ, ông chưa bao giờ bị loại khỏi vòng bảng. Cũng từ đây mà Habu có tham vọng đạt được Thất quán. Tuy nhiên, sau đó ông đã để mất danh hiệu Long Vương cho Satō Yasumitsu Lục đẳng và chỉ còn là Tứ quán.
Trong khi đó, ở mặt trận Thuận Vị chiến, kể từ kỳ 50 (mùa giải 1991), Habu đã thăng tổ liên tiếp 2 lần từ hạng B2 lên hạng A. Tại hạng A Thuận Vị chiến kỳ 52, Habu cùng xếp nhất bảng với Tanigawa, mỗi người cùng có thành tích 7 thắng - 2 thua. Habu đã chiến thắng ván Xác định Khiêu chiến giả và giành quyền khiêu chiến. Đối thủ của ông trong loạt tranh ngôi 7 ván là Danh Nhân kỳ 51 Yonenaga Kunio, người vừa hoàn thành giấc mơ của mình tại mùa giải trước và trở thành người già nhất giành danh hiệu Danh Nhân khi đã 50 tuổi. Habu đã thắng 3 ván đầu và thua liền 2 ván 4 và 5. Sau đó ông thắng ván 6 và giành danh hiệu Danh Nhân kỳ 52 với tỷ số chung cuộc 4-2.
Cũng trong mùa giải 1993, Habu đã giành lại danh hiệu Long Vương từ Satō Yasumitsu và trở thành Lục quán đầu tiên trong lịch sử Shogi. Danh hiệu cuối cùng ông cần là Vương Tướng, đang được Tanigawa sở hữu. Tại vòng bảng Vương Tướng chiến kỳ 44 (mùa giải 1994), Habu xếp đầu bảng xếp hạng cùng Gōda Masataka với cùng thành tích 5 thắng - 1 thua. Habu đã chiến thắng ván playoff và giành quyền khiêu chiến Tanigawa trong loạt tranh ngôi 7 ván, và trong kỳ 44, cả hai kỳ thủ đã đấu đến ván thứ 7. Song song với loạt tranh ngôi Vương Tướng, Habu đã nhanh chóng chiến thắng Morishita Taku Bát đẳng 3-0 trong loạt tranh ngôi Kì Vương chiến để bảo vệ danh hiệu Kỳ Vương kỳ 20.
Cuối cùng, ván 7 và cũng là ván cuối cùng trong loạt tranh ngôi Vương Tướng đã diễn ra vào ngày 23-24 tháng 3 năm 1995 tại Suối núi Oirase, tỉnh Aomori. Hai bên đều sử dụng chiến thuật Yagura và dẫn đến kết quả hòa do lặp lại nước đi trong ngày thi đấu thứ 2. Ván đấu lại diễn ra ngay vào hôm đó, và cho đến nước thứ 40, hai bên đã bắt đầu lặp lại nước đi của nhau. Ở nước thứ 41, Tanigawa (Tiên) đã đổi nước đi và đổi chiến thuật thành Yagura. Sau 111 nước đi, Habu đã đầu hàng. Tanigawa, người vừa phải chịu ảnh hưởng của trận động đất Hanshin-Awaji 7.3 độ, đã thành công cản bước Habu đến với Thất quán ngay trước mắt. Đây cũng là lần đầu tiên Habu khiêu chiến thất bại một danh hiệu. Vào ngày thi đấu thứ 2 của ván 7, số lượng phóng viên và nhà báo tại khách sạn diễn ra ván đấu cao bất ngờ (khoảng 150 người). Sau khi thất bại tại loạt tranh ngôi, Habu đã nói, "Cơ hội giành Thất quán sẽ không trở lại với tôi trong vòng 2 đến 3 năm nữa".
Tuy nhiên, trong vòng 1 năm sau đó, Habu đã bảo vệ thành công tất cả 6 danh hiệu của mình, bao gồm Kỳ Vương kì 20 trước Morishita Taku (đã hoàn thành trước khi hết ván 7 Vương Tướng chiến), Danh Nhân kỳ 53 trước Morishita Taku, Kỳ Thánh kì 66 trước Miura Hiroyuki, Vương Vị kì 37 trước Gōda Masataka, Vương Tọa kì 43 trước Mori Keiji, và Long Vương kì 8 trước Satō Yasumitsu. Những lần bảo vệ danh hiệu này đưa tổng số danh hiệu của Habu vượt qua con số 20 của Tanigawa, đứng thứ 3 trong lịch sử sau Ōyama Yasuharu và Nakahara Makoto. Hơn thế nữa, tại vòng bảng Vương Tướng chiến kì 45, Habu chỉ chịu 1 ván thua duy nhất trước Nakahara Makoto, và toàn thắng 5 ván còn lại trước Murayama Satoshi, Moriuchi Toshiyuki, Maruyama Tadahisa, Gōda Masataka, và Ariyoshi Michio, qua đó xếp thứ nhất chung cuộc với thành tích 5 thắng - 1 thua. Qua đó, Habu đã giành quyền khiêu chiến Tanigawa Vương Tướng lần thứ 2 liên tiếp. Ngoài ra, trong những ván tại vòng bảng Vương Tướng và các loạt phòng thủ danh hiệu, có nhiều ván Habu lật ngược tình thế do nước đi sai từ đối thủ.
| 9  | 8  | 7  | 6  | 5  | 4  | 3  | 2  | 1  |    |
| 香 | 桂 |    |    |    |    | 銀 |    | 香 | 一 |
|    |    | 馬 | 銀 | 王 |    | 金 |    |    | 二 |
|    |    | 歩 |    | 歩 | 歩 |    | 歩 |    | 三 |
| 歩 |    |    | 歩 |    |    | 飛 |    | 歩 | 四 |
|    |    |    |    |    |    |    |    |    | 五 |
| 歩 | 歩 | 歩 |    |    |    |    |    | 歩 | 六 |
|    |    | 桂 | 杏 |    |    |    |    |    | 七 |
|    | 玉 | 金 |    | 銀 |    |    |    |    | 八 |
|    |    |    |    |    |    |    |    | 香 | 九 |

Không giống như kỳ trước đó, loạt tranh ngôi 7 ván của Vương Tướng chiến kỳ 45 kết thúc nhanh chóng. Habu đã thắng dễ dàng 3 ván đầu, và ván 4 diễn ra tại Marine Pier Kuroi trong 2 ngày 13-14 tháng 2 năm 1996. Trong ngày thi đấu thứ nhất, có đến hơn 170 nhà báo có mặt tại địa điểm, và sang ngày thi đấu thứ 2, con số đã lên đến gần 250 người. Habu cầm Hậu đã sử dụng chiến pháp Yokofudori tấn công ác liệt và chiến thắng sau 82 nước (hình cờ bên phải). Với tỉ số chung cuộc 4-0, Habu cuối cùng cũng sở hữu được Thất quán sau khi giành được danh hiệu Vương Tướng kì 45. Chiến pháp Yokofudori từng được Tanigawa ưa dùng khi còn ở các đẳng thấp, và Habu rất ấn tượng với cách chơi này và đã bắt đầu dùng nó khi còn là học sinh, nên việc Habu giành được Thất quán với chiến pháp này rất cảm động.
Đây là lần đầu tiên kể từ mùa giải 1975 (khi số danh hiệu tăng lên hơn 6) có một kỳ thủ sở hữu tất cả các danh hiệu.
Hơn thế, từ ngày trước ngày thi đấu thứ nhất, Habu đã bị cảm và có triệu chứng sốt. Về vấn đề này, Habu có nói: "Quản lý sức khỏe kém không phải điều đáng khen ngợi". Tuy nhiên, Habu cũng không từ bỏ ván đấu vì sức khỏe, tuy ông có cảm thấy bớt áp lực hơn. Khi trở về phòng sau ngày thứ nhất, ông đã nằm sập xuống giường, đầu óc trống rỗng. Điều này rất khác so với khi ông lần đầu giành được Long Vương - Danh Nhân.
Ngay sau đó, Habu đã bảo vệ thành công danh hiệu Kỳ Vương kỳ 21 trước Khiêu chiến giả Takahashi Michio Cửu đẳng (loạt tranh ngôi đầu tiên của Habu với tư cách Thất quán), qua đó hoàn thành công cuộc bảo vệ tất cả 7 danh hiệu của ông trong mùa giải. Cũng trong mùa giải đó, Habu đã vô địch Cúp NHK và Giải vô địch Shogi nhanh lần thứ 29. Tỷ lệ thắng của ông trong mùa giải 1995 là 0.8364 (46 thắng - 9 thua), cao thứ 2 trong lịch sử, tuy hầu hết các ván đấu của Habu đều là các ván tranh ngôi.
Trận bảo vệ danh hiệu đầu tiên của Habu ở mùa giải 1996 là Danh Nhân chiến kỳ 54 (loạt tranh ngôi thứ 2 với danh hiệu Thất quán) trước Moriuchi Toshiyuki Bát đẳng (đối thủ của Habu từ khi còn học tiểu học). Habu đã thành công bảo vệ danh hiệu với tỷ số chung cuộc 4-1. Tuy loạt tranh ngôi không đấu hết 7 ván nhưng Moriuchi đã chuẩn bị rất nhiều chiến thuật, và chỉ phong bàn vào những phút cuối cùng, khiến đây trở thành cuộc đấu trí giữa hai cao thủ. Tuy Habu đã giành được danh hiệu Danh Nhân 3 kỳ liên tiếp, ông cần đến 12 năm nữa để có được nốt 2 kỳ danh hiệu còn lại và đạt điều kiện Thập cửu thế Danh Nhân (tổng 5 kỳ danh hiệu).

### Từ Thất quán xuống Nhất quán, rồi trở lại Tứ quán
Lần bảo vệ danh hiệu tiếp theo của Habu (lần thứ 3 trên cương vị Thất quán) là lần thứ 2 liên tiếp ông đối đầu Miura Hiroyuki Cửu đẳng, tại loạt 5 ván của Kỳ Thánh Chiến kỳ 67. Tất cả 5 ván của loạt này đều được đánh, và sau khi Miura sử dụng chiến thuật Ai-gakari với nước ▲X-28, Habu đã thua cuộc và rời khỏi cương vị Thất quán sau 167 ngày (từ ngày giành danh hiệu Vương Tướng 14 tháng 2 năm 1996 đến ngày 30 tháng 7 cùng năm khi mất danh hiệu Kỳ Thánh). Tuy nhiên Habu đã phát biểu sau trận đấu rằng "Tôi cảm thấy nhẹ nhõm vì mọi thứ có thể trở lại như bình thường".
Sau khi để mất Kỳ Thánh cho Miura, Habu cũng thất bại tại hai trận tranh danh hiệu lớn nhất còn lại là Long Vương chiến kỳ 9 và Danh Nhân chiến kỳ 55, đều trước Tanigawa Kōji. Sau Danh Nhân chiến kỳ 55, Tanigawa đã đạt đủ điều kiện Thập thất thế Danh Nhân.
Tại chung kết Cúp NHK lần thứ 47 (đấu vào ngày 28 tháng 2 năm 1998), Habu đã đấu ván cuối cùng của mình trước Murayama Satoshi Bát đẳng (Murayama mất khoảng 5 tháng sau đó, vào ngày 8 tháng 8). Ở tàn cuộc, sau nước đi sai lầm của Maruyama (nước thứ 68 △Tg-76), Habu đã chiến thắng nhanh chóng sau đó 3 nước. Đây là lần thứ 4 Habu vô địch Cúp NHK, đồng thời nâng thành tích đối đầu giữa hai người thành Habu thắng 7 - thua 6.
Kể từ loạt 7 ván Vương Vị chiến kỳ 38 (trước Satō Yasumitsu ở mùa giải 1998) cho đến loạt 5 ván Vương Tọa chiến kỳ 48 (trước Fujii Takeshi ở mùa giải 2000), Habu đã chiến thắng liên tiếp 15 loạt tranh ngôi mình tham gia (bao gồm 14 lần phòng thủ danh hiệu và 1 lần giành danh hiệu), Fujii Takeshi Long Vương đã chấm dứt kỉ lục này của Habu tại loạt 7 ván Long Vương chiến kỳ 13.
Vào ngày 23 tháng 2 năm 2002, Habu đã vô địch Giải vô địch Shogi nhanh lần thứ 36 sau khi thắng Fujii Takeshi Cửu đẳng tại chung kết, qua đó trở thành người trẻ nhất, người nhanh nhất, và người có tỷ lệ thắng cao nhất có 800 ván thắng (người thứ 11 trong lịch sử).
Trong mùa giải 2003, tại loạt 5 ván Vương Tọa chiến kỳ 51, Habu đã đối mặt với Khiêu chiến giả Watanabe Akira Ngũ đẳng trẻ hơn mình hơn 10 tuổi. Ông đã bảo vệ danh hiệu đầy khó khăn sau khi thắng 2 ván liên tiếp khi bị dẫn trước 1-2 để chiến thắng chung cuộc 3-2. Tại ván 5 - ván cuối cùng, khi chiến thắng đã trong tầm tay, Habu không thể cầm quân cờ bình thường do quá run.
Trong các loạt tranh ngôi Vương Tướng chiến kỳ 53 và Long Vương chiến kỳ 16 cùng năm, và ở loạt 7 ván Danh Nhân chiến kỳ 62 vào năm 2004, Habu đã mất 3 danh hiệu vào tay Moriuchi Toshiyuki và do đó không thể đạt đủ điều kiện Vĩnh thế Long Vương hay Vĩnh thế Danh Nhân. Loạt 7 ván Long Vương ở mùa giải đó cũng là lần đầu tiên Habu thua trắng 0-4 trong một loạt tranh ngôi. Từ đó, Habu chỉ còn 1 danh hiệu Vương Tọa, trở về Nhất quán sau 11 năm 9 tháng. Các kỳ thủ sở hữu danh hiệu khi đó là Moriuchi Long Vương - Danh Nhân (Vương Tướng - Tam quán), Tanigawa Vương Vị - Kỳ Vương (Nhị quán), Satō Yasumitsu Kỳ Thánh (Nhất quán), và Habu Vương Tọa (Nhất quán). Tuy nhiên, ngay trong năm năm 2004, Habu đã lần lượt giành được tất cả các danh hiệu ông khiêu chiến, bắt đầu bằng chiến thắng 4-1 trước Tanigawa Kōji tại loạt 7 ván Vương Vị chiến kỳ 45, qua đó chấm dứt 89 ngày của ông với danh hiệu Nhất quán (từ ngày 11 tháng 6 đến 8 tháng 9 năm 2004). Tiếp theo đó, ông đã bảo vệ thành công danh hiệu Vương Tọa sau khi chiến thắng 3-1 trước Moriuchi. Trong mùa đông, ông lần lượt đánh bại Moriuchi và Tanigawa tại Vương Tướng chiến kỳ 54 và Kỳ Vương chiến kỳ 30, với các tỷ số lần lượt là 4-0 và 3-0, qua đó trở lại sở hữu đa số các danh hiệu một lần nữa (Tứ quán).

### Đạt được Vĩnh thế Danh Nhân, Vĩnh thế Long Vương bất thành
Trong mùa giải 2004, Habu đã xếp nhất bảng xếp hạng hạng A Thuận Vị chiến kỳ 63 với thành tích 7 thắng - 2 thua, qua đó giành quyền khiêu chiến Moriuchi Danh Nhân. Sau khi đấu hết 7 ván của loạt tranh ngôi, Habu đã thua cuộc với tỷ số 3-4 và bỏ lỡ một cơ hội nữa để đạt được Vĩnh thế Danh Nhân. Do kết quả này, 2 năm sau đó, Moriuchi đã đạt được Vĩnh thế Danh Nhân trước Habu.
Tại hạng A Thuận Vị chiến kỳ 64 - mùa giải 2005, Habu tiếp tục xếp nhất bảng cùng Tanigawa, cùng thành tích 8 thắng - 1 thua nhưng lại để mất quyền khiêu chiến do thua ván Xác định Khiêu chiến giả. Đây là lần duy nhất trong lịch sử Thuận Vị chiến kỳ thủ thắng 8 ván không giành được quyền khiêu chiến.
Trong năm 2006, sau khi bảo vệ thành công danh hiệu Vương Tọa, Habu đã giành được tổng cộng 65 kỳ danh hiệu, vượt qua thành tích 64 kỳ của Nakahara Makoto để chiếm vị trí thứ 2 trong lịch sử.
Vào ngày 20 tháng 12 năm 2007, sau ván thắng trước Kubo Toshiaki Bát đẳng tại vòng 6 Thuận Vị chiến kỳ 66, Habu trở thành người thứ 8 trong lịch sử đạt được thành tích 1000 ván thắng, trở thành kỳ thủ trẻ nhất, nhanh nhất, và có tỷ lệ thắng cao nhất nhận Giải thưởng Vinh dự Shogi Đặc biệt. Sau đó 2 tháng, vào ngày 28 tháng 2 năm 2008, Habu đã bảo vệ thành công danh hiệu Vương Tướng kỳ 57, qua đó chiến thắng giải đấu thứ 100 của mình (bao gồm 64 giải danh hiệu và 36 giải không danh hiệu).
Vào ngày 17 tháng 6 năm 2008, tại Danh Nhân chiến kỳ 66, Habu đã thắng ván 6 trong loạt tranh ngôi trước Moriuchi, đồng thời chiến thắng chung cuộc 4-2 và đạt điều kiện Vĩnh thế Danh Nhân (Thập cửu thế Danh Nhân). Ông cũng là người đầu tiên trong lịch sử đạt được Vĩnh thế Lục quán (Vĩnh thế Danh Nhân - Vĩnh thế Kỳ Thánh - Vĩnh thế Vương Vị - Danh dự Vương Tọa - Vĩnh thế Kỳ Vương - Vĩnh thế Vương Tướng), vượt qua thành tích Vĩnh thế Ngũ quán trước đó của Ōyama Yasuharu và Nakahara Makoto. Danh hiệu Vĩnh thế cuối cùng còn lại là Vĩnh thế Long Vương, và ông đã thành công giành quyền khiêu chiến Watanabe Akira Long Vương tại Long Vương chiến kỳ 21. Sau khi giành chiến thắng liên tiếp 3 ván đầu, ông đã để bị Watanabe lội ngược dòng đầy đáng tiếc và thất bại chung cuộc 3-4. Tuy nhiên, ở ván 7, hai bên đã chơi một ván Yagura nhanh đẹp mắt và ván đấu đã nhận giải Ván đấu của năm tại kỳ Đại Thưởng năm đó. Đây là lần thứ 3 liên tiếp Habu nhận giải này kể từ khi nó được tạo ra và cả 3 lần đều là các ván Habu thua. 

### Vượt qua kỷ lục của Ōyama Yasuharu

#### Mùa giải 2010
Vào ngày 1 tháng 6 năm 2010, với chiến thắng trước Tobe Makoto Ngũ đẳng tại playoff Bạch tổ Vương Vị chiến kỳ 51, Habu đã đạt được cột mốc 1100 ván thắng. Vào ngày 26 tháng 6 cùng năm, ở lần thứ 100 tham gia một loạt tranh danh hiệu tại Kỳ Thánh chiến kỳ 81, Habu đã thành công bảo vệ danh hiệu Kỳ Thánh sau khi thắng trắng 3-0 trước Khiêu chiến giả Fukaura Kōichi. Sau đó, vào ngày 29 tháng 9, tại loạt 5 ván của Vương Tọa chiến kỳ 58, Habu cũng đã bảo vệ được danh hiệu này với chiến thắng 3-0 trước Khiêu chiến giả Fujii Takeshi. Đây là năm thứ 19 liên tiếp ông giữ cùng một danh hiệu và là năm thứ 6 liên tiếp ông bảo vệ danh hiệu với tỷ số 3-0, một kỷ lục mới trong Shogi chuyên nghiệp.
Habu cũng đã vô địch Cúp NHK 3 lần liên tiếp từ lần thứ 58 đến 60 (mùa giải 2008 - mùa giải 2010), tăng số lần ông vô địch cùng một giải đấu lên 9 và vượt qua kỷ lục 8 lần trước đó của Ōyama Yasuharu.

#### Mùa giải 2011
Trong năm 2011, tại loạt 7 ván của Danh Nhân chiến kỳ 69, đối thủ của ông là Khiêu chiến giả Moriuchi Toshiyuki Cửu đẳng. Ông thua liên tiếp 3 ván đầu để rồi thắng 3 ván sau đó nhưng lại thua ván quyết định, thất bại 3-4 và để mất danh hiệu Danh Nhân cho Moriuchi. Tuy nhiên, tại Vương Vị chiến kỳ 52, ông đã chiến thắng 4-3 trước Hirose Akihito Vương Vị để giành được danh hiệu này vào ngày 13 tháng 9, cho mình kỳ danh hiệu thứ 80 và san bằng kỷ lục của Ōyama Yasuharu trước đó. Trong loạt 5 ván của Vương Tọa chiến kỳ 59, ông lại thua trắng 0-3 trước Khiêu chiến giả Watanabe Akira và bỏ lỡ cơ hội sở hữu danh hiệu Vương Tọa 20 kỳ liên tiếp. Dẫu vậy, trong lần đầu tiên tham gia giải không chính thức Đạt Nhân Chiến - Cúp Fujitsu lần thứ 19, Habu đã có cho mình chức vô địch.
Vào ngày 11 tháng 2 năm 2012, Habu đã vô địch Giải vô địch Shogi Asahi mở rộng lần thứ 2 sau 2 năm. Đồng thời ông đã xếp nhất bảng hạng A Thuận Vị chiến kỳ 70 với thành tích toàn thắng, trở thành người thứ 3 trong lịch sử đạt được kỳ tích này. Tại chung kết Cúp NHK lần thứ 61 phát sóng vào ngày 18 tháng 3 năm 2012, Habu đã chiến thắng trước Watanabe Akira để vượt qua kỷ lục của chính mình và vô địch Cúp NHK 4 lần liên tiếp, đồng thời đánh dấu lần thứ 10 Habu vô địch giải đấu này. Với thành tích này, ông là kỳ thủ shogi đầu tiên nhận danh hiệu Cúp NHK Danh dự. Vào thời điểm đó, Habu đã chiến thắng tổng cộng 124 giải đấu (bao gồm các giải danh hiệu, không danh hiệu và không chính thức), ngang với kỷ lục của Ōyama.

#### Mùa giải 2012
Habu đã thất bại trong loạt 7 ván Danh Nhân chiến kỳ 70 trước Moriuchi với tỷ số chung cuộc 2-4. Đây là lần đầu tiên một kỳ thủ toàn thắng hạng A thất bại trong loạt tranh ngôi. Tuy nhiên, ngay sau đó, tại Kỳ Thánh chiến kỳ 83, trong loạt 5 ván trước tài năng trẻ Nakamura Taichi Lục đẳng, Habu đã thắng trắng 3-0 và bảo vệ thành công danh hiệu thứ 81 của mình, trở thành kỳ thủ sở hữu nhiều danh hiệu nhất từ trước đến nay. Với chiến thắng vào ngày 17 tháng 8 trước Akutsu Chikara Thất đẳng tại chung kết Ngân Hà chiến kỳ 20, Habu trở thành người thứ 5 trong lịch sử đạt được cột mốc 1200 ván thắng.
Sau đó, trong loạt 5 ván của Vương Tọa chiến kỳ 60, Habu đã giành lại danh hiệu từ Watanabe Akira với tỷ số 3-1 chung cuộc. Ván cuối của loạt tranh ngôi - ván 4 - đã kết thúc do hòa lặp lại nước đi, và ván đấu lại là một cuộc chiến nảy lửa đến 2 giờ sáng ngày hôm sau. Do đó, ván cờ này đã nhận giải Ván đấu của năm tại kỳ Đại Thưởng thứ 40 (ván thắng đầu tiên của Habu nhận giải).
Ông tiếp tục xếp nhất bảng chung cuộc tại hạng A Thuận Vị chiến kỳ 71 và khiêu chiến Danh Nhân lần thứ 2 liên tiếp.

### Mùa giải 2013
Trong lần thứ 3 liên tiếp đối đầu với Moriuchi, tại Danh Nhân chiến kỳ 71, Habu đã thua cuộc với tỷ số 1-4. Tuy nhiên, tại loạt 5 ván giữa hai Tam quán là ông và Watanabe Akira của Kỳ Thánh chiến kỳ 84, Habu đã chiến thắng 3-1, đánh dấu lần thứ 25 chiến thắng ông chiến thắng một giải đấu chính thức.
Sau đó, tại loạt 5 ván Vương Tọa chiến kỳ 61, ông một lần nữa đối đầu với Nakamura Taichi. Habu đã xuất sắc lội ngược dòng khi chiến thắng 2 ván liên tiếp khi bị dẫn trước 1-2 để bảo vệ danh hiệu đầy khó khăn. Loạt tranh ngôi này có ván đấu kéo dài hơn 200 nước, ván đấu hòa do lặp lại nước đi, và cả khả năng chiếu hết do thả Tốt, trở thành một loạt 5 ván kịch tính nhất vào thời điểm đó. Với chiến thắng này, Habu đã sở hữu một danh hiệu trong 21 kỳ, vượt qua kỳ lục trước đó của Ōyama Yasuharu (20 kỳ sở hữu Vương Tướng). Tại chung kết Giải vô địch Shogi Asahi mở rộng lần thứ 7 vào ngày 8 tháng 2 năm 2014, Habu đã chiến thắng Watanabe Nhị quán để vô địch giải đấu này lần thứ 3. Tuy nhiên, ở loạt 7 ván Vương Tướng chiến kỳ 63, Habu đã để thua sít sao Watanabe và bỏ lỡ cơ hội giành lại Tứ quán.

### Giành Danh Nhân lần thứ 3, trở lại Tứ quán sau 4 năm (mùa giải 2014)
Trong mùa giải 2014, tại lần gặp gỡ thứ 4 liên tiếp và lần thứ 9 tổng cộng với Moriuchi ở Danh Nhân chiến kỳ 72, Habu đã thắng trắng 4-0 để giành danh hiệu Danh Nhân và một lần nữa có được Tứ quán sau 4 năm. Habu đã khiêu chiến Danh Nhân 3 lần liên tiếp và chiếm lại danh hiệu này 3 lần không liên tiếp, điều chưa từng có trong lịch sử của danh hiệu này. Trong cả 3 lần tái chiếm đó, Habu đều chiến thắng Moriuchi tại loạt 7 ván, và trong 3 lần Habu mất danh hiệu Danh Nhân, có 2 lần ông thất bại trước Moriuchi. Trong loạt 5 ván của Kỳ Thánh chiến kỳ 85, đối thủ của ông lại là Moriuchi Long Vương, kết quả cũng tương tự Danh Nhân chiến - Habu thắng trắng 3-0, tiếp tục sở hữu danh hiệu Kỳ Thánh kỳ thứ 9 liên tiếp và kỳ thứ 13 tổng cộng.
Trong loạt 7 ván của Vương Vị chiến kỳ 55, đối thủ của ông là Khiêu chiến giả Kimura Kazuki Bát đẳng. Tại ván 3, lần đầu tiên có một ván tranh ngôi Vương Vị kết thúc vì hòa do bế tắc (ván đầu tiên kết thúc như vậy trong một loạt danh hiệu sau 22 năm). Habu đã chiến thắng loạt tranh ngôi với tỷ số 4-2 (1 ván hòa). Đây là kỳ thứ 4 liên tiếp và kỳ thứ 16 tổng cộng Habu sở hữu danh hiệu Vương Vị. Đây mới chỉ là lần thứ 2 Habu hòa một ván danh hiệu do bế tắc, sau ván 2 tại Long Vương chiến kỳ 2 trước Shima Akira Long Vương.
Loạt 5 ván của Vương Tọa chiến kỳ 62 là lần thứ 2 ông đối đầu Toyoshima Masayuki Thất đẳng trong một loạt tranh ngôi. Sau khi thắng 2 ván đầu và thua 2 ván sau đó, Habu đã thắng ván cuối và bảo vệ thành công lần thứ 22 danh hiệu này, vượt qua kỷ lục trước đó của chính ông, đồng thời thành công trụ lại Tứ quán. Cũng với chiến thắng này, Habu đã có danh hiệu thứ 90 của mình. Vào ngày 20 tháng 11 năm 2014, với chiến thắng trước Miura Hiroyuki Cửu đẳng tại vòng 5 vòng bảng Vương Tướng chiến kỳ 64, Habu trở thành người trẻ nhất, người nhanh nhất và người có tỷ lệ thắng cao nhất đạt cột mốc 1300 ván thắng (người thứ 4 trong lịch sử).
Trong loạt 5 ván Kỳ Vương chiến kỳ 40 trước Watanabe Akira, Habu đã thất bại với tỷ số 0-3 chung cuộc. Ông cũng thất bại trong 2 loạt Xác định Khiêu chiến giả còn lại trong năm (thất bại 1-2 trước Itodani Tetsurō tại loạt 3 ván XĐKCG Long Vương chiến kỳ 27 và thua Gōda Masataka tại playoff Vương Tướng chiến kỳ 64).

### Mùa giải 2015
Habu đã thành công bảo vệ danh hiệu Danh Nhân tại Danh Nhân chiến kỳ 73 trước Khiêu chiến giả Namekata Hisashi Bát đẳng với tỷ số 4-1, kỳ Danh Nhân thứ 9 của ông và đưa ông trở thành người giữ danh hiệu này nhiều thứ 3 lịch sử. Đồng thời, ván 1 của loạt 7 ván này cũng giữ kỷ lục ván đấu ngắn nhất trong lịch sử Danh Nhân chiến (60 nước).
Habu không tham gia Duệ Vương chiến kỳ đầu tiên trong năm 2015.
Habu tiếp tục đối đầu Toyoshima Masayuki Thất đẳng trong loạt 5 ván Kỳ Thánh chiến kỳ 86. Trong lần thứ 2 liên tiếp đối đầu với Toyoshima, Habu đã bảo vệ danh hiệu của mình với chiến thắng 3-1 chung cuộc, đánh dấu kỳ thứ 8 liên tiếp Habu giữ danh hiệu Kỳ Thánh, vượt qua kỷ lục của Ōyama Yasuharu Thập ngũ thế Danh Nhân trước đó (8 kỳ). Ngoài ra, khi đối đầu với cựu Vương Vị Hirose Akihito tại loạt 7 ván Vương Vị chiến kỳ 56, Habu đã xuất sắc chiến thắng 4-1 và bảo vệ danh hiệu Vương Vị. Cuối cùng, sau 5 ván của loạt tranh ngôi Vương Tọa chiến kỳ 63, Habu đã chiến thắng 3-2 trước Khiêu chiến giả Satō Amahiko Thất đẳng ở lần đầu anh tham gia một loạt tranh ngôi.
Vào ngày 13 tháng 2 năm 2016, Habu đã chiến thắng trước Moriuchi tại chung kết Giải vô địch Shogi Asahi mở rộng lần thứ 9 và vô địch giải đấu này lần thứ 3 liên tiếp, đồng thời nâng số chức vô địch giải không danh hiệu của ông lên 44, ngang với kỷ lục của Ōyama.

### Trở về Nhất quán sau 13 năm, khiêu chiến Long Vương, đạt được Vĩnh thế Thất quán
Trong mùa giải 2016, Habu đã thất bại 1-4 trước Satō Amahiko Bát đẳng tại Danh Nhân chiến kỳ 74 và bỏ lỡ cơ hội giành kỳ Danh Nhân thứ 10.
Ngay sau đó, ở loạt 5 ván Kỳ Thánh chiến kỳ 87, trước đối thủ khó nhai là Nagase Takuya Lục đẳng, Habu đã giành chiến thắng 3-2, kéo dài kỷ lục sở hữu liên tiếp danh hiệu Kỳ Thánh của mình lên 9 kỳ. Tiếp đó, sau 7 ván của loạt tranh ngôi Vương Vị chiến kỳ 57 trước Khiêu chiến giả Kimura Kazuki Bát đẳng, Habu đã chiến thắng 4-3. Chiến thắng này đánh dấu năm thứ 25 liên tiếp Habu sở hữu nhiều hơn 1 danh hiệu. Ở loạt 5 ván của Vương Tọa chiến kỳ 64, ông đã thắng trắng 3-0 trước Itodani Tetsurō, qua đó nâng kỷ lục giữ cùng một danh hiệu của ông lên 24 kỳ. Trong lần đầu tham gia Duệ Vương chiến (tại kỳ 2), Habu đã vượt qua Cửu đẳng chiến để rồi bị Satō Amahiko Danh Nhân loại ở vòng Bán kết.
Trong mùa giải 2017, trước một đối thủ khó khác là Saitō Shintarō Thất đẳng, Habu đã chiến thắng 3-1 trong loạt tranh ngôi Kỳ Thánh chiến kỳ 88. Như vậy, đây là kỳ thứ 10 liên tiếp Habu sở hữu danh hiệu Kỳ Thánh, đồng thời cho Habu danh hiệu thứ 3 ông sở hữu trong 10 kỳ liên tiếp trở lên (Vương Tọa - Kỳ Vương - Kỳ Thánh).
Đối thủ của Habu tại loạt 7 ván Vương Vị chiến kỳ 54 là Sugai Tatsuya Thất đẳng, người vừa chiến thắng Saitō Shintarō trong ván Xác định Khiêu chiến giả giữa 2 kỳ thủ vừa thăng lên hạng B1 Thuận Vị chiến. Với chiến pháp Chấn Phi Xa của mình, Sugai đã chiến thắng 4-1 trước Habu. Ngay sau đó, Habu đã gặp lại Nakamura Taichi Lục đẳng tại loạt 5 ván Vương Tọa chiến kỳ 65 sau 4 năm và thất bại 1-3. Như vậy, sau 13 năm, Habu chỉ còn lại một danh hiệu - Nhất quán.
Tại Long Vương chiến kỳ 30, Habu đã chiến thắng 2-1 trước Matsuo Ayumu Bát đẳng trong loạt 3 ván Xác định khiêu chiến giả, đánh dấu lần đầu tiên ông trở lại loạt 7 ván Long Vương chiến sau 7 năm. Habu đã chiến thắng 4-1 trước Watanabe Akira Long Vương để giành lại danh hiệu này sau 15 năm, đồng thời đạt đủ điều kiện Vĩnh thế Long Vương và trở thành Vĩnh thế Thất quán đầu tiên trong lịch sử Shogi. Với thành tích này, ông đã được Thủ tướng Abe Shinzō trao Giải thưởng Quốc dân Danh dự cùng với kỳ thủ cờ vây Iyama Yūta Thất quán.
Ngoài ra, danh hiệu Long Vương đã đưa Habu trở lại Nhị quán chỉ sau 55 ngày ở Nhất quán và đánh dấu năm thứ 26 liên tiếp Habu giữ nhiều hơn một danh hiệu.
Tại Thuận Vị chiến kỳ 76, sau vòng cuối cùng, có đến 6 kỳ thủ cùng thành tích 6 thắng - 4 thua, tạo ra vòng playoff 6 người chưa từng có trong lịch sử. Với Thuận Vị là 2, Habu đã lần lượt chiến thắng Toyoshima Masayuki Bát đẳng tại vòng 4 và Inaba Akira Bát đẳng tại vòng 5 (ván Xác định Khiêu chiến giả), đánh dấu lần thứ 17 Habu tham gia Danh Nhân chiến. Với chiến thắng sau 97 nước trước Satō Amahiko Danh Nhân tại ván 1, Habu trở thành người thứ 2 sau Ōyama Yasuharu Thập ngũ thế Danh Nhân đạt được cột mốc 1400 trận thắng, đồng thời trở thành người trẻ nhất, người nhanh nhất và người có tỷ lệ thắng cao nhất đạt được thành tích này. Kết quả của loạt tranh ngôi là Habu thất bại 2-4. Ông cũng đã thua Fukaura Kōichi Cửu đẳng ở vòng 1 Vòng chung kết Vương Tọa chiến kỳ 66, chấm dứt kỷ lục 26 lần ông chiến thắng loạt tranh ngôi. Với thất bại 2-3 trước Toyoshima Masayuki Bát đẳng ở loạt 5 ván Kỳ Thánh chiến kỳ 89, Habu chỉ còn lại 1 danh hiệu - Long Vương.

### Mất hết danh hiệu sau 27 năm
Ở loạt 7 ván Long Vương chiến kỳ 31 trước Khiêu chiến giả Hirose Akihito, Habu đã thất bại 3-4 và chính thức mất hết danh hiệu sau 27 năm kể từ khi giành danh hiệu Kỳ Vương năm 1991. Ngoài ra, ở ván 6, Habu đã đầu hàng vào lúc 12 giờ 07 phút ngày thi đấu thứ 2 (ngày 13 tháng 12 năm 2018), nhanh nhất trong lịch sử Long Vương chiến (nhanh thứ 4 trong lịch sử các loạt tranh ngôi). Sau đó, Habu đã từ chối danh hiệu Tiền Long Vương thường dùng để gọi các kỳ thủ mới mất danh hiệu Long Vương, thay vào đó ông được gọi bằng đẳng cấp Cửu đẳng của mình. Ở Cúp NHK lần thứ 68, Habu cùng 3 thành viên khác của Thế hệ Habu là Gōda Masataka, Moriuchi Toshiyuki, và Maruyama Tadahisa đã độc chiếm 4 vị trí ở vòng bán kết. Habu đã lần lượt chiến thắng Maruyama ở vòng loại và Gōda ở chung kết, qua đó vô địch Cúp NHK lần thứ 11 và vô địch một giải không danh hiệu lần thứ 45, vượt qua kỷ lục 44 lần trước đó của Ōyama Yasuharu.

### Đạt được số ván thắng nhiều nhất lịch sử (mùa giải 2019)
Trong mùa giải 2019, tại Bạch tổ Vương Vị chiến kỳ 60, vào ngày 23 tháng 5, Habu đã chiến thắng Tanigawa Kōji sau 94 nước đi, đánh dấu trận thắng thứ 1433 của mình, ngang bằng với kỷ lục của Ōyama. Ngay sau đó, ở playoff Bạch tổ, Habu đã chiến thắng Nagase Takuya Duệ Vương sau 133 nước đi, qua đó trở thành kỳ thủ có nhiều ván thắng nhất lịch sử với 1434 ván thắng. Sau đó Habu đã thất bại trước kỳ thủ chiến thắng Hồng tổ là Kimura Kazuki Cửu đẳng và để mất quyền khiêu chiến. Trong các giải đấu còn lại Habu cũng thi đấu rất tốt khi vào đến bán kết vòng Xác định Khiêu chiến giả tại Vương Tọa chiến kỳ 67 , đồng thời tiến vào và trụ lại vòng Xác định Khiêu chiến giả Vương Tướng chiến kỳ 69. Do Habu không thể giành quyền khiêu chiến danh hiệu nào nên kỷ lục 30 năm liên tiếp tham gia các loạt tranh ngôi của Habu đã kết thúc tại đây.

### Khiêu chiến danh hiệu khi đã 50 tuổi (mùa giải 2020)
Trong mùa giải 2020, Habu đã chiến thắng tổ 1 Long Vương chiến kỳ 33 và chiến thắng vòng Xác định Khiêu chiến giả sau đó, trở thành kỳ thủ đầu tiên tham gia loạt 7 ván Long Vương chiến khi đã 50 tuổi và là kỳ thủ thứ 6 ngoài 50 tuổi tham gia một loạt tranh ngôi. Trong loạt 7 ván này, cơ hội đầu tiên cho danh hiệu thứ 100 của Habu, ông đã thắng ván 2 trước Toyoshima Masayuki Long Vương nhưng lại để thua chung cuộc 1-4 và bỏ lỡ cơ hội này. Trước thềm ván 4, Habu đã bị chẩn đoán mắc viêm màng não vô khuẩn và ván 4 đã bị hoãn (ván 5 trở thành ván 4) do Habu không thể thi đấu.

### Rời khỏi hạng A Thuận Vị chiến (mùa giải 2021)
Trong mùa giải 2021, Habu đã tiến vào ván Xác định Khiêu chiến giả của Vương Vị chiến kỳ 62, trụ lại vòng Xác định Khiêu chiến giả tại Vương Tướng chiến kỳ 71, đồng thời vào đến bán kết Cúp NHK lần thứ 71. Tuy vậy thành tích của ông trong các giải đấu chính thức của mùa giải này là 14 thắng - 24 thua, là lần đầu tiên trong 36 năm kể từ khi Habu lên chuyên ông có số ván thua nhiều hơn số ván thắng. Sau đó, vào ngày 4 tháng 2 năm 2022, Habu đã thua Nagase Takuya Vương Tọa ở vòng 8 hạng A Thuận Vị chiến kỳ 80. Với thành tích 2 thắng - 6 thua, Habu đã bị giáng hạng sớm, qua đó kết thúc chuỗi 29 kỳ liên tiếp ở hạng A trở lên của ông (đứng thứ 4 trong lịch sử).

### Khiêu chiến danh hiệu sau 2 năm (mùa giải 2022)
Trong mùa giải 2022, vào ngày 16 tháng 6 năm 2022, với chiến thắng sau 82 nước đi trước Yamasaki Takayuki Bát đẳng ở vòng 1 hạng B1 Thuận Vị chiến kỳ 81, Habu đã trở thành người đầu tiên trong lịch sử đạt được cột mốc 1500 ván thắng và nhận được Giải thưởng Vinh dự Shogi Đặc biệt. Sau đó, vào ngày 22 tháng 11 cùng năm, Habu đã xếp nhất chung cuộc vòng Xác định Khiêu chiến giả của Vương Tướng chiến kỳ 72 với 6 ván toàn thắng, qua đó trở thành Khiêu chiến giả sau 2 năm và có cuộc chạm trán đầu tiên trước Fujii Sōta Vương Tướng. Habu đã thất bại chung cuộc 2-4.

### Được bổ nhiệm làm Chủ tịch Liên đoàn Shogi Nhật Bản (mùa giải 2023)
Vào ngày 9 tháng 6 năm 2023, sau khi được bầu làm một giám đốc tại Đại hội Kỳ thủ lần thứ 73, Habu đã được bổ nhiệm bởi Ban Giám đốc lên làm Chủ tịch Liên đoàn Shogi Nhật Bản.

## Lối đánh và nhận xét
Habu là một người chơi Cư Phi Xa công thủ toàn diện, có thể chơi cả những ván cờ tấn công nhanh hoặc chậm. Đôi lúc ông cũng chơi Chấn Phi Xa.
Quân cờ yêu thích của ông là quân Bạc, do nó là quân cờ chủ chốt trong những đòn tấn công. Theo một tác giả đã nhận lại những quân cờ Habu dùng để phân tích, trong tất cả các quân, chỉ có quân Bạc là bị mòn.
Ngoài ra, Habu cũng mạnh trong tất cả các khía cạnh của trung cuộc. Katsumata Kiyokazu từng nhận xét: "Phong cách phòng thủ mạnh mẽ của Ōyama, lối tấn công tự nhiên của Nakahara, cách tấn công chắc chắn của Katō [Hifumi], phong cách chớp nhoáng của Tanigawa, sự lầy lội của Yonenaga, khả năng đọc chiếu hết chuẩn xác của Satō [Yasumitsu], lối đánh máu lửa của Maruyama, sự phòng thủ vững chãi của Moriuchi, tất cả các điểm mạnh của cách Danh Nhân từ trước tới nay đều hiện hữu trong các nước cờ của Habu".
Trong tàn cuộc, Habu có thể đánh những nước đi phân thắng bại siêu phàm, những nước đi không kỳ thủ nào có thể đọc ra, hay lật ngược tình thế từ những thế cờ không tưởng. Những tình huống như vậy, chủ yếu trong thời trẻ của ông, được gọi là Ma thuật Habu (羽生マジック Habu majikku) và là chủ đề của nhiều sách đã được xuất bản.
Habu cũng có tỷ lệ thắng cao khi thả Vàng hoặc Bạc vào các ô 23/87. Thông thường, sau khi thả Vàng hay Bạc vào những ô đó, kỳ thủ thường có rất ít khả năng thắng. Do đó những ô này được gọi là Vùng Habu (羽生ゾーン Habu zōn).
Trong sách "Sự quyết đoán" (決断力 ketsudanryōku) của mình, Habu đã viết: "Để phát triển, đừng ngại đấu lại các chiến thuật mạnh của đối thủ".
Về đối thủ lâu năm của mình là Moriuchi Toshiyuki, Habu đã nói: "Điều khiến anh ấy tuyệt vời là việc anh cũng nâng trình độ của mọi người xung quanh mình khi tự cải thiện bản thân. Dù cho anh có ở trong một thế giới cạnh tranh, anh không chỉ tập trung vào việc nới rộng khoảng cách với những kỳ thủ xung quanh anh".
Watanabe Akira cũng đã nhận xét: "Sau khi tôi thua Satō Kỳ Thánh, tôi đã xem một ván đấu hạng A giữa Habu và Tanigawa. Ván đấu quá ấn tượng đến mức tôi không thể rời mắt khỏi nó. Đó là một ngày tôi được chứng kiến tài năng của những kỳ thủ hàng đầu" và "Habu Danh Nhân có thể chơi mọi loại chiến thuật". Trong bài phân tích của tạp chí Jōnetsu Dairiku về Long Vương chiến, Watanabe cũng nói "Trong thế cờ đó (khi Watanabe đã đọc ra rằng Habu không thể tấn công), tôi nghĩ Habu là người duy nhất tin rằng mình có thể thành công" và "Ông đã cho chúng ta thấy sự khác biệt".
Vào năm 2003, sau khi Habu xuống Nhị quán, Fukaura Kōichi nhận xét: "Tôi nghĩ hiện tại Habu là kỳ thủ mạnh nhất. So với tôi, Habu mạnh hơn rất nhiều".

## Đời tư
Habu cao 172 cm, thuộc nhóm máu AB.
Vợ của ông là cựu diễn viên Hatada Rie, người từng diễn vai chính trong bộ phim truyền hình NHK "Kyō, Futari". Hai người đính hôn vào tháng 7 năm 1995. Vào ngày 19 tháng 2 năm 1996, Hatada bị một tên côn đồ tấn công tại ga tàu điện ngầm. Sự việc xảy ra chỉ 5 ngày sau khi Habu đạt được Thất quán và được truyền thông đưa tin rộng rãi. Hôn lễ giữa hai người được tổ chức vào ngày 28 tháng 3 cùng năm. Họ đã có 2 người con gái, lần lượt sinh vào tháng 7 năm 1997 và tháng 11 năm 1999.
Bà của hai người là chị em, do đó Habu và Hatada là em họ 2 đời, và họ cũng từng làm việc ở cùng công ty.
Ông là anh họ của diễn viên hài Ayuko (nghệ danh cũ: Habu Service (ハブサービス habu sābisu), tên thật: Habu Kōjirō).
Sau khi lên chuyên, trong một thời gian, Habu rất bận rộn với việc học tại Trường Trung học phổ thông Fujimori. Tuy ông đã thi đỗ với trí nhớ tốt của mình, số ngày ông đến lớp không đạt và ông chuyển sang và tốt nghiệp Trường Trung học Phổ thông Ueno. Mẹ của ông từng nói rằng bà hối hận vì đã cho Habu đi học cấp 3 thay vì tập trung vào shogi, nhưng Habu đã nói: "Vì học cấp 3 vào thời điểm đó, tôi không ghét shogi. Tôi rất biết ơn vì điều đó".
Dòng họ Habu xuất thân từ Tanegashima (thuộc tỉnh Kagoshima ngày nay), và để kỷ niệm thành tích Thất quán của Habu, vào năm 1997, họ hàng của ông đã dựng một bia kỷ niệm và trồng cây kỷ niệm tại thành phố Nishinoomote.
Kể từ tháng 5 năm 2021, Habu hợp tác kinh doanh với hãng thời trang TOP COAT. Tất cả các công việc liên quan đến Shogi và các vấn đề quảng cáo và sự kiện của ông đều được quản lý bởi Liên đoàn Shogi Nhật Bản.

## Phong cách thi đấu

### Các danh hiệu
Ông đã để mất danh hiệu đầu tiên của mình - Long Vương tại loạt 7 ván năm 1990 của Long Vương chiến. Khiêu chiến giả Tanigawa Kōji đã chiến thắng 3 ván đầu, Habu thắng ván 4 và Tanigawa chiến thắng 4-1 chung cuộc. Tại match point đầu tiên cho Tanigawa - ván 4, Habu đã nhập Ngọc thành công và chiến thắng sau 203 nước đi đầy kịch tính. Về ván đấu này, Habu đã nói: "Cho đến lúc đó, tôi chỉ nhìn về phía trước, về việc thăng đẳng và giành những danh hiệu lớn, nhưng đây là một ván đấu tôi có thể nhìn lại và nó đã thực sự thay đổi cái nhìn của tôi về Shogi". Tanigawa cũng nhận xét đây là một ván cờ hay khi đôi bên đều có thể thắng và "tỷ số 4-0 hay 4-1 đều có ý nghĩa rất lớn nếu xem xét những gì diễn ra sau ván này".
Trong các danh hiệu vĩnh thế, hai danh hiệu cao quý nhất là Vĩnh thế Long Vương và Vĩnh thế Danh Nhân được Habu đạt cuối cùng. Ông đã bị Moriuchi Toshiyuki cản bước 2 lần, và cũng chính Moriuchi đã đạt được điều kiện Vĩnh thế Danh Nhân trước Habu (Moriuchi là Thập bát thế Danh Nhân, Habu là Thập cửu thế). Cho đến năm 2002, Habu đã giành được 6 kỳ danh hiệu Long Vương và chỉ cần thêm 1 kỳ danh hiệu nữa để đạt đủ điều kiện Vĩnh thế Long Vương, và ông đã bị Moriuchi ngăn cản 1 lần và Watanabe Akira ngăn cản 2 lần trước khi giành được kỳ Long Vương cuối cùng mình cần. Đặc biệt, trong loạt 7 ván Long Vương chiến năm 2008 giữa Habu và Watanabe, người chiến thắng sẽ đạt đủ điều kiện Vĩnh thế Long Vương, loạt tranh ngôi Long Vương đầu tiên có ý nghĩa như vậy trong lịch sử. Đây cũng là loạt tranh ngôi đầu tiên có kỳ thủ dẫn trước 3-0 và để thua 3-4 chung cuộc, và kỳ thủ thất bại lại là Habu. Trong sách "Sự quyết đoán" của mình, Habu có viết rằng ông đã cảm thấy bất an sau khi dẫn trước 3-0. Tuy nhiên, vào năm 2017, ông đã chiến thắng 4-1 trước Watanabe Long Vương và đạt được điều kiện Vĩnh thế Long Vương sau 15 năm chờ đợi.
Trước khi giành được kỳ danh hiệu thứ 81 của mình và vượt qua kỳ lục của Ōyama trước đó (80 kỳ), Habu đã bị cản bước 2 lần bởi Watanabe (tại Vương Tọa chiến năm 2011) và Moriuchi (tại Danh Nhân chiến năm 2012). Ông chỉ có thể đạt kỷ lục mới sau khi chiến thắng Nakamura Taichi tại Kỳ Thánh chiến năm 2012. Ngoài ra, ông đã bỏ lỡ 4 cơ hội giành được danh hiệu thứ 100 của mình, lần lượt thất bại trước Satō Amahiko (Danh Nhân chiến năm 2018), Toyoshima (Kỳ Thánh chiến năm 2018), Hirose (Long Vương chiến năm 2018), và Fujii Sōta (Vương Tướng chiến năm 2022).

### Hành vi và thói quen
Tại loạt 5 ván Vương Tọa chiến kỳ 51 năm 2003, trong lần đầu đối mặt với tài năng trẻ Watanabe Akira Ngũ đẳng 19 tuổi, Habu đã bảo vệ thành công danh hiệu Vương Tọa với tỷ số 3-2. Tại ván 5 - ván cuối cùng, tay ông run đến mức không thể cầm quân bình thường được. Trong tàn cuộc, Habu không mắc một sai lầm nào, nhưng tay ông vẫn run. Khi thế cờ chuyển thành thế thắng cho Habu, đã có kỳ thủ nhận xét: "Khi tay Habu run, đó là lúc ông sắp thắng". Trong năm 2008, sau tình huống lật ngược thế cờ xuất sắc tại ván 3 trong loạt 7 ván Danh Nhân chiến kỳ 66 trước Moriuchi Toshiyuki, bản thân Habu đã nói: "Khi nhìn ra con đường chiến thắng, tay tôi thực sự rất run".
Người ta nói rằng khi mới lên chuyên, Habu đã sớm làm các đối thủ kinh sợ với cái lườm được gọi là "cái lườm Habu".
Trong khoảng năm 1989, sau khi giành danh hiệu Long Vương đầu tiên, Habu thường băn khoăn về việc nên ngồi chiếu trên hay chiếu dưới với những kỳ thủ cao hơn mình (những kỳ thủ có đẳng cấp cao hơn ông), nhưng sau năm 1990 khi ông mất danh hiệu Long Vương, ông quyết định luôn luôn ngồi chiếu trên kể cả nếu có ý kiến trái chiều. Sau đó, vào năm 1994, tại vòng 8 hạng A Thuận Vị chiến, Habu (khi đó là Tứ quán: Vương Vị - Vương Tọa - Kỳ Vương - Kỳ Thánh) đã quyết định chọn chiếu trên khi đấu với Nakahara Makoto (Danh Nhân kỳ trước và là Vĩnh thế Danh Nhân). Hành động này của Habu đã gây ra nhiều ý kiến trái chiều, và sự việc này được gọi là  "Sự việc chiếu trên". Habu sau đó đã nói rằng ông đã hiểu nhầm do thành tích của ông trước đó tốt hơn của Nakahara.
Habu thường trở nên cáu giận khi đối thủ đi nước đi không tốt. Sau khi Khiêu chiến giả Yamasaki Takayuki chịu thua tại ván 2 của loạt 5 ván Vương Tọa chiến kỳ 57, Habu đã có những lời lẽ không phải đối với ông. Trong số tháng 12 năm 2009 của tạp chí "Shōgi Sekai", một bình luận viên đã viết "Habu có vẻ không hài lòng hoặc thoải mái với chiến thắng của mình, mà ông có vẻ thất vọng hoặc thậm chí tức giận". Bản thân Habu đã giải thích: "Nếu bản thân tôi hoặc đối thủ đi một nước đi kém, điều đó nghĩa là chúng tôi mất cơ hội để tạo ra những thứ ấn tượng hơn". Khi được khán giả hỏi trong khi đang phân tích ván 2 trong loạt 7 ván Long Vương chiến kỳ 25 (giữa Watanabe Akira và Maruyama Tadahisa), Habu đã nói: "Bản thân tôi không có ý sử dụng ngôn từ như vậy. Tôi chỉ hỏi anh ta trong khoảng 2-3 phút trước khi nhà tài trợ vào, "Có phải anh đã có thể đi một nước như thế này?". Lúc đó là sau giai đoạn byoyomi căng thẳng nên có thể một số khán giả đã hiểu lầm."

### Trong các ván đấu
Vào khoảng thời gian trở thành Ngũ quán lần đầu tiên, khi tiến hành furigoma, Habu được cầm Tiên rất nhiều và được gọi là "cao thủ furigoma". Habu đã thực hiện furigoma 12 lần tại các loạt tranh ngôi trong mùa giải 1992 và 1993 (tại ván 1 và ván cuối), và trong tất cả các lần đó Habu đều được cầm Tiên.
Khi còn trẻ, nếu được cầm Tiên tại Cúp NHK, thông thường, Habu sẽ triển khai thế trận Ai-gakari với các nước đi ▲T-26 △T-84 ▲T-25 △T-85 và đi nước thứ 5 ▲Vg-78 rất nhanh sau đó.
Vào ngày 24 tháng 12 năm 1993, trước Tanigawa Kōji (tại ván 2 trong loạt 5 ván Kỳ Thánh chiến kỳ 63), Habu đã đi những nước đi khác thường như Tg-42, cho phép Tanigawa bắt Tốt của ông tại 44, và bỏ ra 2 nước để rút Tốt phong cấp từ ô 79 về ô 99. Sau đó, ván đấu trở thành một cuộc chiến căng thẳng - trong tàn cuộc, hai bên đã đi đến 80 nước. Habu đã chiến thắng ván đấu này sau 150 nước đi.
Trong năm 1994, ngay sau khi giành được kỳ Danh Nhân đầu tiên, tại ván đấu trước Hatakeyama Mamoru ở Cúp NHK, trước nước đầu tiên ▲T-26 của Hatakeyama (Tiên), Habu đã đi △B-62. Cho đến nước thứ 10 △T-34, Habu không hề đi một quân Tốt nào, một sự việc cực kỳ hiếm gặp. Chắc chắn là đối với Danh Nhân, không có khai cuộc nào là sai lầm (Habu đã thắng ván đấu đó). Cũng trong giải đấu đó, trước nước đầu tiên ▲T-76 của đối thủ, Habu cũng đi △B-62, một nước đi ông sử dụng rất nhiều. Chiến thuật này thường được sử dụng trước các đối thủ chơi Chấn Phi Xa. Habu đã thử nghiệm chiến thuật này trước Tanigawa Kōji, Gōda Masataka, Morishita Taku, và những người chơi Cư Phi Xa khác. Habu đã nói: "Nước thứ 2 △B-62 là một nước đi kém, nhưng tôi vẫn đi nước đó để xem thiệt hại nó gây ra đến mức nào. Giờ thì tôi đã hiểu được tác hại của nó và sẽ không đi nước đó nữa". Tuy nhiên, tại ván 6 trong loạt 7 ván Danh Nhân chiến trước Satō Amahiko, Habu đã đi △B-62 trước nước ▲T-26 của Satō sau một thời gian dài không dùng tới. Habu đã thua ván đấu đó sau 145 nước đi.
Vào ngày 1 tháng 9 năm 2001, tại ván 1 trong loạt 3 ván Xác định Khiêu chiến giả của Long Vương chiến kỳ 14 trước Kimura Kazuki Ngũ đẳng, với ưu thế lớn ở tàn cuộc, Habu đã đi nước thứ 135 ▲V-64 và cho phép Kimura chiếu hết ngay sau đó với nước △X*65. Habu đã nói rằng nếu Chúa cho ông đi lại nước đó, ông sẽ vẫn đi ▲V-64.
Trong ván đấu được phát sóng vào ngày 14 tháng 10 năm 2007, Habu đã gặp lại Nakagawa Daisuke tại chung kết cúp NHK lần thứ 57, lần đầu tiên kể từ khi ông giành Thất quán. Trong tàn cuộc, sau khi đọc ra các nước đi chiếu hết vua của Nakagawa, Habu đã thành công lật ngược thế cờ và lên ngôi vô địch. Bình luận viên của ván đấu, Katō Hifumi Cửu đẳng, đã nói: "Cuộc lội ngược dòng này sẽ đi vào lịch sử của Cúp NHK". Vào thời điểm đó, không rõ Habu có xem lại ván đấu trên truyền hình không, nhưng trong buổi phỏng vấn "Kỳ thủ Habu Yoshiharu" sau đó, ông tiết lộ rằng ông đã xem lại ván đấu trên dịch vụ Niconico sau đó.
Trong ván 3 của loạt 7 ván Danh Nhân chiến kỳ 66 (ngày 8-9 tháng 5 năm 2008), sau khi những kỳ thủ bình luận đã kết luận rằng Moriuchi Toshiyuki đã thắng và chuẩn bị kết thúc buổi bình luận, Habu tiếp tục đánh trong thế thua và cuối cùng giành chiến thắng ngược dòng kịch tính sau khi Moriuchi mắc sai lầm. Khi được phỏng vấn sau ván đấu, Habu đã trả lời: "Tôi cảm thấy mình đang ở trong thế thua trong một thời gian dài và cảm thấy nhụt chí, nhưng tôi tiếp tục đánh tốt nhất có thể, và tôi nghĩ do đó mà tôi có được chiến thắng".
Vào ngày 11 tháng 5 năm 2008, trong lần thứ 2 tổ chức giải Shogi trực tuyến đầu tiên trong lịch sử - Giải vô địch Shogi trực tuyến Cúp Tập đoàn Chứng khoán Daiwa, trong ván đấu trước Watanabe Akira Long Vương, Habu đã gặp sự cố với chuột và thua ván đấu do hết giờ ở nước thứ 68 khi đang có ưu thế trước khi bước vào tàn cuộc. Đây là lần đầu kể từ khi lên chuyên Habu thua một ván đấu với lý do này, và báo chí ngày hôm sau đưa tin rộng rãi về sự việc này.
Trong ngày thi đấu thứ 2 của ván 1 trong loạt 7 ván Danh Nhân chiến kỳ 67 (ngày 10 tháng 4 năm 2009), một phóng viên đã xin Habu ký quạt cho mình - một sự việc vô cùng hiếm thấy. Khi đó, Habu đang suy nghĩ nước thứ 44 của mình nhưng vẫn kí quạt cho phóng viên đó. Anh ấy là Higashi Kōhei, một phóng viên lâu năm của tờ Nhật báo Asahi, được tòa soạn yêu cầu viết một bài báo về ván đấu này. Higashi đã bị công ty cảnh báo nghiêm khắc về việc này. Anh là một người bạn lâu năm của Habu, và Habu cũng rất thoải mái với anh. Sau khi giành được Thất quán, Habu đã dẫn lời Ōyama Yasuharu và bình luận: "Việc này không hề hiếm thấy trước đây (khi chưa có phát sóng truyền hình trực tiếp)".

## Sự nghiệp cờ vua
Habu là một trong những kỳ thủ cờ vua mạnh nhất Nhật Bản, giữ danh hiệu Kiện tướng FIDE (FM), danh hiệu cao thứ 3 sau Kiện tướng Quốc tế (IM) và Đại kiện tướng (GM). Mặc dù không tham gia thi đấu chính thức nữa, ông vẫn tích cực quảng bá cờ vua tại Nhật Bản và tham gia các sự kiện để thúc đẩy thiện chí.
Để có thể tự mình tham gia các giải cờ vua quốc tế, Habu đã học tiếng Anh trong lịch trình dày đặc của mình và tham gia các giải đấu ở Đức, Hoa Kỳ, Pháp, và Các Tiểu vương quốc Ả Rập Thống nhất. Tại giải World Open tại Philadelphia vào tháng 6 năm 2006, Habu đã trả lời phỏng vấn bằng tiếng Anh, và bài phỏng vấn đó được đăng trên trang chính thức của ông.
Ở tuổi 22, ông được một kỳ thủ shogi khác là Murooka Katsuhiko Bát đẳng giới thiệu về cờ vua, và tự học luật bằng việc đọc sách. Ông bắt đầu chơi cờ từ năm 1996, vào khoảng thời gian ông giành được Thất quán. Ông học cờ từ Jacques Pinault, một huấn luyện viên cờ vua người Pháp sống tại Nhật Bản. Mặc dù ông có chơi nhưng ông bận đến mức chỉ chơi được một hoặc hai lần mỗi tháng. Về shogi và cờ vua, Habu nói: "Ban đầu tôi nghĩ chúng như nhau, nhưng chúng hoàn toàn khác biệt".
Mặc dù có nhầm lẫn với shogi, tập chơi muộn và chỉ luyện tập một hoặc hai lần mỗi tháng, 2 năm sau đó, vào tháng 3 năm 1998, Habu đã vô địch Bách Kiệt chiến toàn Nhật Bản và chiến thắng Giải mở rộng Nhật Bản vào tháng 9. Mặc dù ông thua 1 ván nhưng ông đã về nhất cùng 4 người khác.
Vào tháng 6 năm 1999, trong một loạt ván đấu không chính thức, Habu đã hòa 2-2 trước IM Almira Skripchenko. Tuy nhiên, sau đó, chồng của Almira (khi đó) là GM Joël Lautier đã chiến thắng khi đấu 3 ván cùng lúc trước Habu, Moriuchi Toshiyuki, và Satō Yasumitsu. Trong năm 2000, mặc dù hoạt động trong giới Shogi của ông đạt kỷ lục, ông vẫn có thời gian rảnh để tham gia giải quốc tế đầu tiên của mình - giải Chicago mở rộng.
Trong tháng 10 năm 2002, trong lần tái đấu trước GM Joël Lautier cùng Moriuchi và Satō, Habu lại thua một lần nữa (chỉ có Moriuchi hòa).
Vào năm 2004, ông trở thành người Nhật thứ 3 đạt được danh hiệu FM. Sau đó, cho đến tháng 10 năm 2007, ông tham gia khoảng 2 giải quốc tế mỗi năm (tổng cộng 13 giải), trong đó có 2 giải cờ nhanh. Tại giải World Open năm 2006, thành tích của ông là 5 thắng - 2 hòa - 2 thua, xếp thứ 38 trên 237 kỳ thủ tham gia. Ông cũng đã đạt được 1 norm cho danh hiệu IM, trở thành người Nhật thứ 3 đạt được thành tích này. Trong các giải cờ nhanh (30 phút), Habu có thành tích 3 thắng - 2 hòa - 1 thua trước các GM.
Vào tháng 5 năm 2007, Elo của Habu là 2404, đứng thứ 1 Nhật Bản, thứ 2796 thế giới, và thứ 260 châu Á. Đẳng cấp của ông tại Hiệp hội Cờ vua Nhật Bản là Lục đẳng. Ông vẫn tham gia các giải đấu đều đặn và cải thiện Elo của mình, nhưng kể từ tháng 5 năm 2007, ông không tham gia thi đấu chính thức trong một thời gian dài và mất trạng thái kỳ thủ hoạt động của FIDE cho đến năm 2014.
Sau đó, ông vẫn thỉnh thoảng tham gia các sự kiện, bao gồm Diễn đàn Shogi Quốc tế vào tháng 10 năm 2011 tại Indre-et-Loire, Pháp. Ở đó, Habu cùng Moriuchi Toshiyuki đã đấu cùng lúc 2 ván cờ với đương kim vô địch Pháp là Maxime Vachier-Lagrave (Elo 2715, xếp thứ 29 thế giới vào thời điểm đó). Habu cầm quân Đen (bị coi là bất lợi) đã bỏ lỡ chiếu hết và chấp nhận kết quả hòa Vachier-Lagrave (Moriuchi thua). Về Habu và Moriuchi, Vachier-Lagrave đã nhận xét: "Tôi rất bất ngờ khi Nhật Bản có những người chơi giỏi như vậy".
Vào tháng 3 năm 2012, Habu đã chiến thắng Bách Kiệt chiến với thành tích 5 thắng - 1 hòa (5,5/6). Vào ngày 22 tháng 4, cùng một kỳ thủ cờ vua khác là Kojima Shin'ya, Habu đã đấu với kỳ thủ từng thách đấu danh hiệu vua cờ là GM Nigel Short (Elo 2697, xếp thứ 49 thế giới vào thời điểm đó). Ông đã hòa Short khi cầm quân Đen đi sau.
Vào ngày 14 tháng 9 năm 2012, tại Giải vô địch giải thế cờ thế giới (WCCC 2012), ông đã chơi cả shogi và cờ vua cùng lúc với đối thủ của ông trong năm 2011 là Maxime Vachier-Lagrave. Habu chấp Xe ở bàn shogi, đổi lại, ở bàn cờ vua, ông được cầm Trắng đi trước. Habu đã thắng ván shogi và thua ván cờ vua. Trong buổi phỏng vấn sau ván đấu, Habu nhận xét: "Việc chuyển qua lại giữa hai môn cờ khá thú vị". Vachier-Lagrave cũng nhận xét: "Sẽ rất thú vị nếu shogi và cờ vua ảnh hưởng lẫn nhau". 
Vào tháng 11 năm 2013, Habu đã đứng thứ 3 chung cuộc trong giải Nhật Bản mở rộng với thành tích 5 thắng - 1 hòa - 2 thua (5,5/8). Trong kỳ nghỉ năm mới cùng năm, ông đã đến Kraków, Ba Lan để tham dự Lễ hội cờ vua Krakow lần thứ 24 năm 2013. Với thành tích 6 thắng - 1 hòa - 2 thua (6,5/9), Habu đã đạt được norm thứ 2 cho danh hiệu IM. Trong số 6 ván thắng của ông, có 1 ván thắng cầm Đen trước GM Bartłomiej Heberla (Elo 2561). Elo của Habu vào tháng 2 năm 2014 là 2415 (hạng 2459 thế giới, hạng 230 châu Á), và ông được trở lại trạng thái kỳ thủ hoạt động. 
Vào ngày 28 tháng 11 năm 2014, trong khuôn khổ Điện Vương chiến, Habu đã chơi 2 ván cờ nhanh 25 phút với cựu vô địch thế giới là Garry Kimovich Kasparov. Kasparov đã thắng cả 2 ván đó. 
Đôi khi ông đưa các kỹ thuật mới từ cờ vua vào shogi, bao gồm luật tính giờ Fischer. Một giải đấu đã được phát sóng trên Abema TV vào năm 2018 với luật mới này với tên "Abema Tournament Inspired by Habu Yoshiharu". 
Vào tháng 2 năm 2021, Elo của Habu là 2399, đứng thứ 2 Nhật Bản, thứ 3194 thế giới và thứ 393 châu Á. 

## Thông tin bên lề
Thông thường, Habu nói một cách tự nhiên, nhưng trong các buổi phỏng vấn, Habu nói chuyện chậm rãi hơn và hay mở đầu bằng những cụm như "Ừm", "Đúng vậy", hay "À, ừm".
Kiểu tóc bù xù là đặc trưng của Habu trong các ván đấu. Trong vòng một khoảng thời gian sau khi ông kết hôn, điều này có giảm đi đôi chút. Trên trang bình luận trực tiếp của Liên đoàn Shogi Nhật Bản trong ván 4 của loạt 5 ván Vương Tọa chiến năm 2013, đã có lời bình rằng "Kiểu tóc sau đầu Habu thật tuyệt vời". Trong những năm 2010, kiểu tóc cũ của Habu đã xuất hiện lại nhiều lần. Bài hát "Tategami" (Bờm) của nữ ca sĩ Nagayama Yōko chính là để tri ân kiểu tóc này của Habu.
Habu có thể chơi Chaturanga (tiền thân của các loại cờ như shogi và cờ vua). Ông cũng từng chơi cờ vây khi còn học tiểu học và đã đạt cấp độ Sơ đẳng. Sau khi lên chuyên, ông vẫn chơi cờ vây cùng bạn bè khi uống rượu.
Nhân vật chính trong bộ manga "Gekka no Kishi" (Kỳ thủ dưới ánh trăng), Himuro Shōsuke, một kỳ thủ shogi mạnh không tưởng, được lấy cảm hứng rất nhiều từ Habu. Tác giả Nōjō Jun'ichi đã tiết lộ điều này trong tập cuối của tác phẩm.
Vào tháng 11 năm 2006 Habu trở thành đại sứ du lịch của thành phố Hachiōji, Tokyo.
Khi còn nhỏ, ông thường xuất hiện trong các quảng cáo truyền hình của hãng Kumon. Ngoài ra, trong khoảng thời gian giành Lục quán, Habu cũng từng vẽ manga.
Habu thường làm cố vấn hoặc chỉ đạo các trò chơi shogi điện tử, và cũng xuất hiện trong một số trò chơi khác. Tham khảo bên dưới.
Bộ phim ông thích nhất là "Tōkyō Gatari" (Huyền thoại Tokyo) của Ozu Yasujirō. Ngoài ra, tiểu thuyết ông thường hay đọc là "Hyōten" (Điểm đóng băng) của Miura Ayako.
Habu không có sư đồ nào.
Khi còn độc thân, Habu sẽ sử dụng một nửa thu nhập của mình để làm từ thiện, và sau khi nộp thuế thì Habu không gửi tiết kiệm.

## Lịch sử thăng cấp
| Ngày thăng cấp                      | Đẳng cấp          | Ghi chú                                                               |
| ----------------------------------- | ----------------- | --------------------------------------------------------------------- |
| 2 tháng 12, 1982 (12 tuổi 2 tháng)  | Lục cấp (6-kyu)   | Gia nhập Trường Đào tạo                                               |
| 3 tháng 2, 1983 (12 tuổi 4 tháng)   | Ngũ cấp (5-kyu)   | Đạt thành tích 9 thắng - 3 thua                                       |
| 28 tháng 3, 1983 (12 tuổi 6 tháng)  | Tứ cấp (4-kyu)    | Thắng 6 ván liên tiếp                                                 |
| 11 tháng 5, 1983 (12 tuổi 7 tháng)  | Tam cấp (3-kyu)   | Thắng 6 ván liên tiếp                                                 |
| 7 tháng 7, 1983 (12 tuổi 9 tháng)   | Nhị cấp (2-kyu)   | Thắng 6 ván liên tiếp                                                 |
| 24 tháng 8, 1983 (12 tuổi 10 tháng) | Nhất cấp (1-kyu)  | Thắng 6 ván liên tiếp                                                 |
| 11 tháng 1, 1984 (13 tuổi 3 tháng)  | Sơ đẳng (1-dan)   | Đạt thành tích 12 thắng - 4 thua                                      |
| 10 tháng 9, 1984 (13 tuổi 11 tháng) | Nhị đẳng (2-dan)  | Đạt thành tích 14 thắng - 5 thua                                      |
| 25 tháng 4, 1985 (14 tuổi 6 tháng)  | Tam đẳng (3-dan)  | Đạt thành tích 12 thắng - 4 thua                                      |
| 18 tháng 12, 1985 (15 tuổi 2 tháng) | Tứ đẳng (4-dan)   | Đạt thành tích 13 thắng - 4 thua, lên chuyên                          |
| 1 tháng 4, 1988 (17 tuổi 6 tháng)   | Ngũ đẳng (5-dan)  | Thăng lên hạng C1 Thuận Vị chiến (tổng thành tích: 98 thắng 27 thua)  |
| 1 tháng 10, 1989 (19 tuổi)          | Lục đẳng (6-dan)  | Khiêu chiến danh hiệu Long Vương (tổng thành tích: 191 thắng 48 thua) |
| 1 tháng 10, 1990 (20 tuổi)          | Thất đẳng (7-dan) | Giành danh hiệu Long Vương (tổng thành tích: 224 thắng 66 thua)       |
| 1 tháng 4, 1993 (22 tuổi 6 tháng)   | Bát đẳng (8-dan)  | Thăng lên hạng A Thuận Vị chiến (tổng thành tích: 358 thắng 111 thua) |
| 1 tháng 4, 1994 (23 tuổi 6 tháng)   | Cửu đẳng (9-dan)  | Giành 3 kỳ danh hiệu (tổng thành tích: 402 thắng 130 thua)            |

## Thành tích chính

### Danh hiệu
Chữ in đậm nền đỏ  là danh hiệu đang giữ tính đến tháng 9, 2023. Chữ in đậm nền trắng  ở các ô "tham gia trận tranh danh hiệu" và "giành danh hiệu liên tiếp" là kỷ lục tối đa của cá nhân.
Để so sánh với các kỳ thủ khác, xin tham khảo các bài Kỷ lục giành danh hiệu shogi và Danh sách người giữ danh hiệu shogi Nhật Bản.
| Danh hiệu | Năm giành danh hiệu                | Số lần tham gia trận tranh danh hiệu | Số kỳ giữ danh hiệu        | Giành danh hiệu liên tiếp | Danh hiệu Vĩnh thế (ghi chú)         |
| Long Vương | 1989, 1992, 1994-95, 2001-02, 2017 | 16                                   | 7 kỳ                       | 2                         | Đạt điều kiện Vĩnh thế Long Vương    |
| Danh Nhân | 1994-96, 2003, 2008-10, 2014-15    | 17                                   | 9 kỳ                       | 3 (2 lần)                 | Đạt điều kiện Thập cửu thế Danh Nhân |
| Vương Vị | 1993-2001, 2004-06, 2011-16        | 23                                   | 18 kỳ (nhiều nhất lịch sử) | 9                         | Đạt điều kiện Vĩnh thế Vương Vị      |
| Duệ Vương | －                                 | 0                                    | －                         | －                        | －                                   |
| Vương Toạ | 1992-2010, 2012-16                 | 26                                   | 24 kỳ (nhiều nhất lịch sử) | 19 (nhiều nhất lịch sử)   | Đạt điều kiện Danh dự Vương Tọa      |
| Kỳ Vương | 1990-2001, 2014                    | 17                                   | 13 kỳ (nhiều nhất lịch sử) | 12 (nhiều nhất lịch sử)   | Đạt điều kiện Vĩnh thế Kỳ Vương      |
| Vương Tướng | 1995-2000, 2002, 2004-08           | 19                                   | 12 kỳ                      | 6                         | Đạt điều kiện Vĩnh thế Vương Tướng   |
| Kỳ Thánh | 1993-95, 2000, 2008-17             | 20                                   | 16 kỳ (nhiều nhất lịch sử) | 10 (nhiều nhất lịch sử)   | Đạt điều kiện Vĩnh thế Kỳ Thánh      |
| Tổng cộng 138 lần tham gia trận tranh danh hiệu, tổng cộng 99 lần giành danh hiệu (đứng thứ 1), tỉ lệ giành danh hiệu: 0.7174 |                                    |                                      |                            |                           |                                      |

### Vô địch các giải không danh hiệu
| Giải đấu                   | Năm vô địch                                    | Số lần vô địch |
| -------------------------- | ---------------------------------------------- | -------------- |
| Cúp NHK                    | 1988, 1991, 1995, 1997-98, 2000, 2008-11, 2018 | 11             |
| Cúp Asahi mở rộng          | 2009, 2011, 2013-15                            | 5              |
| Ngân Hà chiến              | 2000-01, 2004, 2006, 2012                      | 5              |
| Cúp JT                     | 1991, 1998, 2003, 2010-11                      | 5              |
| Giải vô địch Asahi mở rộng | 1990, 1992, 1999, 2004-07                      | 7              |
| Giải vô địch All-Star      | 1988, 1991, 2000, 2002                         | 4              |
| Giải vô địch Shogi nhanh   | 1992, 1995, 2002                               | 3              |
| Thiên Vương chiến          | 1987-88                                        | 2              |
| Nhược Sư Tử chiến          | 1987, 1989                                     | 2              |
| Tân Nhân Vương chiến       | 1988                                           | 1              |

#### Vô địch các giải không chính thức
| Giải đấu          | Năm vô địch | Số lần vô địch |
| ----------------- | ----------- | -------------- |
| Đạt Nhân chiến    | 2011-12     | 2              |
| Ngân Hà chiến     | 1997-98     | 2              |
| Nhược Câu chiến   | 1985        | 1              |
| Cúp IBM           | 1992        | 1              |
| Cúp ANA           | 1992        | 1              |
| Sư Tử Vương chiến | 2016        | 1              |

### Thăng/giáng hạng/tổ
Chi tiết về hạng/tổ của kỳ thủ vui lòng xem các bài Thuận Vị Chiến và Long Vương Chiến.
| Mùa giải | Thuận Vị Chiến | Thuận Vị Chiến | Thuận Vị Chiến | Thuận Vị Chiến | Thuận Vị Chiến | Thuận Vị Chiến | Thuận Vị Chiến | Thuận Vị Chiến | Long Vương Chiến | Long Vương Chiến        | Long Vương Chiến        | Long Vương Chiến        | Long Vương Chiến        | Long Vương Chiến        | Long Vương Chiến        | Long Vương Chiến        |
| Mùa giải | Kỳ             | Danh Nhân      | Hạng A         | Hạng B         | Hạng B         | Hạng C         | Hạng C         | FC             | Kỳ               | Long Vương              | Tổ 1                    | Tổ 2                    | Tổ 3                    | Tổ 4                    | Tổ 5                    | Tổ 6                    |
| Mùa giải | Kỳ             | Danh Nhân      | Hạng A         | Tổ 1           | Tổ 2           | Tổ 1           | Tổ 2           | FC             | Kỳ               | Long Vương              | Tổ 1                    | Tổ 2                    | Tổ 3                    | Tổ 4                    | Tổ 5                    | Tổ 6                    |
| --- | -------------- | -------------- | -------------- | -------------- | -------------- | -------------- | -------------- | -------------- | ---------------- | ----------------------- | ----------------------- | ----------------------- | ----------------------- | ----------------------- | ----------------------- | ----------------------- |
| 1986 | 45             |                |                |                |                |                | C249           |                |                  | Giải đấu chưa thành lập | Giải đấu chưa thành lập | Giải đấu chưa thành lập | Giải đấu chưa thành lập | Giải đấu chưa thành lập | Giải đấu chưa thành lập | Giải đấu chưa thành lập |
| 1987 | 46             |                |                |                |                |                | C206           |                | 1                |                         |                         |                         |                         | Tổ 4                    |                         |                         |
| 1988 | 47             |                |                |                |                | C119           |                |                | 2                |                         |                         |                         | Tổ 3                    |                         |                         |                         |
| 1989 | 48             |                |                |                |                | C102           |                |                | 3                | Long Vương              |                         |                         |                         |                         |                         |                         |
| 1990 | 49             |                |                |                | B221           |                |                |                | 4                |                         | Tổ 1                    |                         |                         |                         |                         |                         |
| 1991 | 50             |                |                |                | B203           |                |                |                | 5                |                         |                         | Tổ 2                    |                         |                         |                         |                         |
| 1992 | 51             |                |                | B112           |                |                |                |                | 6                | Long Vương              |                         |                         |                         |                         |                         |                         |
| 1993 | 52             |                | A09            |                |                |                |                |                | 7                |                         | Tổ 1                    |                         |                         |                         |                         |                         |
| 1994 | 53             | Danh Nhân      |                |                |                |                |                |                | 8                | Long Vương              |                         |                         |                         |                         |                         |                         |
| 1995 | 54             | Danh Nhân      |                |                |                |                |                |                | 9                | Long Vương              |                         |                         |                         |                         |                         |                         |
| 1996 | 55             | Danh Nhân      |                |                |                |                |                |                | 10               |                         | Tổ 1                    |                         |                         |                         |                         |                         |
| 1997 | 56             |                | A01            |                |                |                |                |                | 11               |                         | Tổ 1                    |                         |                         |                         |                         |                         |
| 1998 | 57             |                | A02            |                |                |                |                |                | 12               |                         | Tổ 1                    |                         |                         |                         |                         |                         |
| 1999 | 58             |                | A04            |                |                |                |                |                | 13               |                         | Tổ 1                    |                         |                         |                         |                         |                         |
| 2000 | 59             |                | A03            |                |                |                |                |                | 14               |                         | Tổ 1                    |                         |                         |                         |                         |                         |
| 2001 | 60             |                | A03            |                |                |                |                |                | 15               | Long Vương              |                         |                         |                         |                         |                         |                         |
| 2002 | 61             |                | A04            |                |                |                |                |                | 16               | Long Vương              |                         |                         |                         |                         |                         |                         |
| 2003 | 62             | Danh Nhân      |                |                |                |                |                |                | 17               |                         | Tổ 1                    |                         |                         |                         |                         |                         |
| 2004 | 63             |                | A01            |                |                |                |                |                | 18               |                         | Tổ 1                    |                         |                         |                         |                         |                         |
| 2005 | 64             |                | A01            |                |                |                |                |                | 19               |                         | Tổ 1                    |                         |                         |                         |                         |                         |
| 2006 | 65             |                | A02            |                |                |                |                |                | 20               |                         | Tổ 1                    |                         |                         |                         |                         |                         |
| 2007 | 66             |                | A03            |                |                |                |                |                | 21               |                         | Tổ 1                    |                         |                         |                         |                         |                         |
| 2008 | 67             | Danh Nhân      |                |                |                |                |                |                | 22               |                         | Tổ 1                    |                         |                         |                         |                         |                         |
| 2009 | 68             | Danh Nhân      |                |                |                |                |                |                | 23               |                         | Tổ 1                    |                         |                         |                         |                         |                         |
| 2010 | 69             | Danh Nhân      |                |                |                |                |                |                | 24               |                         | Tổ 1                    |                         |                         |                         |                         |                         |
| 2011 | 70             |                | A01            |                |                |                |                |                | 25               |                         | Tổ 1                    |                         |                         |                         |                         |                         |
| 2012 | 71             |                | A01            |                |                |                |                |                | 26               |                         | Tổ 1                    |                         |                         |                         |                         |                         |
| 2013 | 72             |                | A01            |                |                |                |                |                | 27               |                         | Tổ 1                    |                         |                         |                         |                         |                         |
| 2014 | 73             | Danh Nhân      |                |                |                |                |                |                | 28               |                         | Tổ 1                    |                         |                         |                         |                         |                         |
| 2015 | 74             | Danh Nhân      |                |                |                |                |                |                | 29               |                         | Tổ 1                    |                         |                         |                         |                         |                         |
| 2016 | 75             |                | A01            |                |                |                |                |                | 30               |                         | Tổ 1                    |                         |                         |                         |                         |                         |
| 2017 | 76             |                | A02            |                |                |                |                |                | 31               | Long Vương              |                         |                         |                         |                         |                         |                         |
| 2018 | 77             |                | A01            |                |                |                |                |                | 32               |                         | Tổ 1                    |                         |                         |                         |                         |                         |
| 2019 | 78             |                | A02            |                |                |                |                |                | 33               |                         | Tổ 1                    |                         |                         |                         |                         |                         |
| 2020 | 79             |                | A05            |                |                |                |                |                | 34               |                         | Tổ 1                    |                         |                         |                         |                         |                         |
| 2021 | 80             |                | A08            |                |                |                |                |                | 35               |                         | Tổ 1                    |                         |                         |                         |                         |                         |
| 2022 | 81             |                |                | B101           |                |                |                |                | 36               |                         | Tổ 1                    |                         |                         |                         |                         |                         |
| 2023 | 82             |                |                | B106           |                |                |                |                | 37               |                         | Tổ 1                    |                         |                         |                         |                         |                         |
| Ô đóng khung biểu thị năm trở thành khiêu chiến giả.Chỉ số dưới ở Thuận Vị Chiến biểu thị thứ hạng Thuận Vị vào đầu mùa giải ở hạng đó (x là điểm giáng tổ trong kỳ đó, * là điểm giáng tổ tích luỹ, + là điểm giáng tổ được xoá)FC: Free Class (FX: xếp vào Free Class, FT: tự nguyện xuống Free Class).Chữ in đậm ở Long Vương Chiến biểu thị giành chiến thắng tổ trong Vòng Xếp hạng; Tên tổ(kèm chú thích dưới) biểu thị người chưa phải kỳ thủ chuyên nghiệp tham gia thi đấu. |                |                |                |                |                |                |                |                |                  |                         |                         |                         |                         |                         |                         |                         |

### Đại Thưởng
Chi tiết xem phần Niên biểu. Các kỷ lục ở mục sau.

### Các kỷ lục
- Liên quan đến các danh hiệu:
  - Tổng số danh hiệu: 99
  - Số lần tham gia các loạt tranh ngôi: 138
  - Số lần đoạt danh hiệu: 22
  - Sở hữu danh hiệu lâu nhất: 27 năm 9 tháng (từ ngày 18 tháng 3 năm 1991 - giành danh hiệu Kỳ Vương đến ngày 21 tháng 12 năm 2018 - mất danh hiệu Long Vương)
  - Sở hữu nhiều danh hiệu trong nhiều mùa giải nhất: 27 mùa (mùa giải 1992: mùa giải 2018)
  - Sở hữu cùng một danh hiệu nhiều nhất: 24 kỳ (Vương Tọa: 1992-2010, 2012-2016)
  - Sở hữu cùng một danh hiệu liên tiếp nhiều nhất: 19 kỳ (Vương Tọa: 1992-2010)
  - Tham gia loạt tranh ngôi của cùng một danh hiệu liên tiếp nhiều nhất: 26 kỳ (Vương Tọa: 1992-2017)
  - Thắng liên tiếp nhiều ván nhất trong các loạt tranh ngôi của một danh hiệu: 15 ván (Vương Tọa: ván 4 kỳ 52 (2004) đến ván 3 kỳ 58 (2010))
  - Thắng trắng liên tiếp nhiều loạt tranh ngôi của một danh hiệu nhất: 6 kỳ (Vương Tọa: Kỳ 53 - Kỳ 58)
  - Giành lại một danh hiệu sau nhiều năm nhất: 15 năm (Long Vương kỳ 30 năm 2017)
  - Sở hữu nhiều danh hiệu cùng lúc nhất: 7 danh hiệu (14 tháng 2, 1996 - 30 tháng 7, 1996) - Người đầu tiên trong lịch sử
  - Chiến thắng một ván tranh ngôi với chênh lệch tuổi tác nhiều nhất: 31 tuổi 9 tháng (Ván 2 Vương Tướng chiến kỳ 72 trước Fujii Sōta Long Vương)
  - Sở hữu nhiều danh hiệu Vĩnh thế nhất: 8 danh hiệu (Vĩnh thế Long Vương - Vĩnh thế Danh Nhân - Vĩnh thế Vương Vị - Danh dự Vương Tọa - Vĩnh thế Kỳ Vương - Vĩnh thế Kỳ Thánh - Vĩnh thế Vương Tướng - Cúp NHK Danh dự)
  - Giành lại danh hiệu Long Vương nhiều lần nhất: 4 lần (kỳ 5 năm 1992, kỳ 7 năm 1994, kỳ 14 năm 2001, kỳ 30 năm 2017) - Người đầu tiên trong lịch sử
  - Giành lại danh hiệu Danh Nhân nhiều lần nhất: 3 lần (kỳ 61 năm 2003, kỳ 66 năm 2008, kỳ 72 năm 2014) - Người đầu tiên trong lịch sử
  - Toàn thắng 9 ván hạng A Thuận Vị chiến (kỳ 70 năm 2011) - Người thứ 3 trong lịch sử
  - Ở tổ 1 Long Vương chiến trở lên nhiều kỳ nhất: 34 kỳ (kỳ 3-4, kỳ 6-37) - Vẫn đang tiếp tục
  - Ở tổ 1 Long Vương chiến trở lên nhiều kỳ liên tiếp nhất: 32 kỳ (kỳ 6-37) - Vẫn đang tiếp tục
  - Trụ lại vòng Xác định Khiêu chiến giả Vương Vị chiến nhiều kỳ nhất: 30 kỳ (từ kỳ 34) - Vẫn đang tiếp tục
  - Trụ lại vòng Xác định Khiêu chiến giả Vương Vị chiến nhiều kỳ liên tiếp nhất: 30 kỳ (từ kỳ 34) - Vẫn đang tiếp tục
  - Toàn thắng vòng Xác định Khiêu chiến giả Vương Tướng chiến nhiều lần nhất: 2 lần - Đồng hạng nhất với Satō Yasumitsu
  - Người già nhất toàn thắng vòng Xác định Khiêu chiến giả Vương Tướng chiến: 52 tuổi (Vương Tướng chiến kỳ 72 năm 2022)
- Liên quan đến các giải đấu:
  - Chiến thắng nhiều giải đấu nhất: 152 giải (99 giải danh hiệu - 45 giải không danh hiệu - 8 giải không chính thức)
  - Chiến thắng nhiều giải đấu chính thức nhất: 144 giải (99 giải danh hiệu - 45 giải không danh hiệu)
  - Chiến thắng nhiều giải không danh hiệu nhất: 53 giải (45 giải không danh hiệu - 8 giải không chính thức)
  - Chiến thắng nhiều giải chính thức không danh hiệu nhất: 45 giải
  - Chiến thắng nhiều giải đấu không chính thức nhât: 8 giải (2 Ngân Hà - 2 Đạt Nhân - 1 Nhược Câu - 1 Cúp IBM - 1 Cúp ANA - 1 Sư Tử Vương)
  - Chiến thắng nhiều Cúp NHK nhất: 11 lần (lần 38 năm 1988, lần 41, lần 45, lần 47-48, lần 50, lần 58-61, lần 68) - Cúp NHK Danh dự
  - Chiến thắng nhiều Cúp NHK liên tiếp nhất: 4 lần (lần 58-61)
  - Thành tích tại giải Vô địch All-Star cao nhất: 16 ván thắng liên tiếp (năm 2000)
  - Chiến thắng Ngân Hà chiến nhiều lần nhất: 7 lần (lần thứ 5 năm 1997, 1998, 2000-2001, 2004, 2006, 2012)
  - Chiến thắng Cúp Asahi nhiều lần nhất: 5 lần (lần thứ 3 năm 2009, 2011, 2013-15)
- Liên quan đến Đại Thưởng:
  - Giải Kỳ thủ xuất sắc nhất năm: 22 lần
  - Kỳ thủ trẻ nhất nhận giải Kỳ thủ xuất sắc nhất năm: 18 tuổi (năm 1988)
  - Giải Nhiều ván thắng nhất năm: 14 lần
  - Nhiều ván thắng nhất trong 1 mùa giải: 68 ván thắng (mùa giải 2000)
  - Giải Nhiều ván đấu nhất năm: 12 lần
  - Nhiều ván đấu nhất trong 1 mùa giải: 89 ván (mùa giải 2000)
  - Giải Tỷ lệ thắng cao nhất năm: 7 lần
  - Giải Chuỗi thắng dài nhất: 5 lần
  - Giải Ván đấu của năm: 9 lần
  - Giải Tinh thần thi đấu: 1 lần
  - Giành 4 giải trong 1 kỳ Đại Thưởng: 4 lần (các mùa giải 1988, 1989, 1992, 2000)
- Số lần đạt các kỷ lục cao:
  - Thắng từ 60 ván trở lên trong 1 mùa giải: 4 lần (1988 - 64 ván, 1992 - 61 ván, 2000 - 68 ván, 2004 - 60 ván)
- Các kỳ lục về số ván thắng:
  - Thắng 1200 ván chính thức nhanh nhất: 26 năm 8 tháng
  - Kỳ thủ trẻ nhất thắng 1200 ván chính thức: 41 tuổi 10 tháng 20 ngày
  - Tỷ lệ thắng cao nhất khi thắng ván thứ 1200: 0.7233
  - Thắng 1300 ván chính thức nhanh nhất: 28 năm 11 tháng
  - Kỳ thủ trẻ nhất thắng 1300 ván chính thức: 44 tuổi 1 tháng 20 ngày
  - Tỷ lệ thắng cao nhất khi thắng ván thứ 1300: 0.7226
  - Thắng 1400 ván chính thức nhanh nhất: 32 năm 3 tháng
  - Kỳ thủ trẻ nhất thắng 1400 ván chính thức: 47 tuổi 6 tháng
  - Ngoài ra, Habu cũng là kỳ thủ trẻ nhất, kỳ thủ nhanh nhất và có tỷ lệ thắng cao nhất đạt được các cột mốc 600, 800, và 1000 ván thắng.
  - Số ván thắng nhiều nhất: 1434 (vượt qua kỷ lục của Ōyama Yasuharu)
  - Kỳ thủ đầu tiên thắng 1500 ván chính thức (nhận Giải thưởng Vinh dự Tinh thần thi đấu Đặc biệt): 51 tuổi 8 tháng 20 ngày, 36 năm 5 tháng sau khi lên chuyên
- Các kỷ lục hiếm khác:
  - Kỳ thủ trẻ nhất bị giáng khỏi tổ 1 Long Vương chiến: 20 tuổi 11 tháng 23 ngày (ngày 20 tháng 9 năm 1991)
  - Kỳ thủ sở hữu danh hiệu trẻ nhất bị giáng khỏi tổ 1 Long Vương chiến: 20 tuổi 11 tháng 23 ngày (ngày 20 tháng 9 năm 1991, khi Habu giữ danh hiệu Kỳ Vương)
  - Kỳ thủ đầu tiên để thua 3-4 trong một loạt 7 ván sau khi dẫn trước 3-0 (ngày 18 tháng 12 năm 2008, ván 7 Long Vương chiến kỳ 21)
  - Số lần thua loạt 7 ván Danh Nhân chiến: 8 lần
  - Kỳ thủ đầu tiên thua loạt 7 ván Danh Nhân chiến sau khi toàn thắng hạng A (ngày 13 tháng 6 năm 2012, ván 6 Danh Nhân chiến kỳ 70)
  - Kỳ thủ đầu tiên khiêu chiến Danh Nhân 3 kỳ liên tiếp (mùa giải 2012-2014)
  - Số lần thua loạt 7 ván Long Vương chiến: 9 lần
  - Kỳ thủ đầu hàng nhanh nhất trong loạt 7 ván Long Vương chiến: 12 giờ 7 phút ngày thi đấu thứ 2 (ngày 13 tháng 12 năm 2018, ván 6 Long Vương chiến kỳ 31 trước Hirose Akihito Bát đẳng)
  - Chỉ sở hữu 5 danh hiệu không bao gồm Long Vương và Danh Nhân (từ ngày 31 tháng 7 năm 2000 - giành danh hiệu Kỳ Thánh đến ngày 6 tháng 8 năm 2001 - mất danh hiệu Kỳ Thánh)
- Liên quan đến tiền thưởng:
  - Tiền thưởng và phí thi đấu cao nhất: 15 lần liên tiếp trong 23 lần (1993-96, 1998-2012, 2014-16, 2018)

## Các vinh dự khác
- Ngày 25 tháng 12 năm 1994: Huân chương Văn hóa Danh dự Tokyo
- Ngày 21 tháng 3 năm 1996: Bằng khen của Thủ tướng
- Ngày 10 tháng 2 năm 1999: Giải thưởng Vinh dự Shogi (thắng 600 ván chính thức)
- Ngày 23 tháng 3 năm 2003: Giải thưởng Vinh dự Tinh thần thi đấu Shogi (thắng 800 ván chính thức)
- Tháng 10 năm 2003: Nhận giải Người đeo kính đẹp trai nhất Nhật Bản
- Ngày 20 tháng 12 năm 2007: Giải thưởng Vinh dự Shogi đặc biệt (thắng 1000 ván chính thức)
- Ngày 10 tháng 10 năm 2008: Giải thưởng Kikuchi Kan lần thứ 56
- Năm 2010: Năm thứ 25 hoạt động Shogi chuyên nghiệp
- 13 tháng 2 năm 2018: Giải thưởng Quốc dân Vinh dự
- Năm 2018: Huân chương Danh dự - ruy băng tím
- Ngày 16 tháng 6 năm 2022: Giải thưởng Vinh dự Tinh thần thi đấu Shogi đặc biệt (thắng 1500 ván chính thức)

## Sách đã xuất bản

### Đơn tác giả

#### Sách chuyên môn
- "ミラクル終盤術" Mirakoru Shūban-jutsu. Liên đoàn Shogi Nhật Bản, năm 1991. ISBN 9784839954345.
- "羽生の頭脳" Habu no Zunō. Tổng cộng 10 quyển, Liên đoàn Shogi Nhật Bản, năm 1992-1994. ISBN 9784839935528.
- "天才詰将棋" Tensai Tsumeshōgi. NXB Kōbun, năm 1993. ISBN 9784334716592.
- "羽生マジック" Habu Majikku. Tổng cộng 2 quyển, Liên đoàn Shogi Nhật Bản, năm 1996-1998. ISBN 9784839950767.
- "羽生善治の戦いの絶対感覚" Habu Yoshiharu no Tatakai no Zettai Kankaku. NXB Kawade Shōbō, năm 2001. ISBN 9784309275680.
- "羽生の奥義12" Habu no Ōgi 12. Hội lan tỏa Shogi, năm 2002. ISBN 9784861370083.
- "羽生善治　好機の視点" Habu Yoshiharu Kōgi no Shiten. NXB Shogakukan, năm 2003. ISBN 9784094057515.
- "羽生の法則" Habu no Hōsoku. Tổng cộng 6 quyển, Liên đoàn Shogi Nhật Bản, năm 2003-2007. ISBN 9784839940478.
- "羽生善治の終盤術" Habu Yoshiharu no Shūban-jutsu. Tổng cộng 3 quyển, NXB Asakawa, năm 2005-2006. ISBN 9784861370113.
- "読む将棋百科" Yomu-shōgi Hyakka. NXB Kawade Shōbō, năm 2009. ISBN 9784309279220.
- "羽生対局から50問！投了図からの詰将棋" Habu-taikyoku kara 50-mon! Tōryō-zu kara no tsumeshōgi. NXB Gōto, năm 2010. ISBN 9784340160006.
- "変わりゆく現代将棋" Kawariyuku Gendai-shōgi. Liên đoàn Shogi Nhật Bản, năm 2010. ISBN 9784839934408.
- "羽生善治の将棋の教科書" Habu Yoshiharu no Shōgi no Kyōkasho. NXB Kawade Shōbō, năm 2012. ISBN 9784309273525.
- "もっと羽生流！初段＋プラスの詰将棋150題" Motto Habu-ryū! Shodan+purasu no tsumeshōgi 150-dai. NXB Seibidō, năm 2014. ISBN 9784415317670.
- "羽生善治の定跡の教科書" Habu Yoshiharu no Jōseki no Kyōkasho. NXB Kawade Shōbō, năm 2014. ISBN 9784309275116.
- "羽生善治の手筋の教科書" Habu Yoshiharu no Tesuji no Kyōkasho. NXB Kawade Shōbō, năm 2015. ISBN 978-4-309-27639-7.
- "羽生善治の将棋　序盤〜中盤―強くなる指し方" Habu Yoshiharu no Shōgi Joban~Chūban - tsuyoku naru sashi-kata. NXB Seibidō, năm 2015. ISBN 9784415320984.
- "羽生善治の将棋　終盤―勝つための指し方" Habu Yoshiharu no Shōgi Shūban - Katsu-tame no sashi-kata. NXB Seibidō, năm 2017. ISBN 9784415323121.
- "羽生善治の将棋「次の一手」150題" Habu Yoshiharu no Shōgi "Tsugi no Itte" 150-dai. NXB Seibidō, năm 2017. ISBN 9784415324135.

#### Sách nhập môn
- "羽生善治の将棋ビギナーズバイブル" Habu Yoshiharu no Shōgi-biginā Baiboru. Tổng cộng 3 quyển, Liên đoàn Shogi Nhật Bản, năm 1996. ISBN 9784839964870.
- "羽生善治の将棋入門　ジュニア版" Habu Yoshiharu no Shōgi Nyūmon Junia-ban. Tổng cộng 5 quyển, NXB Kawade Shōbō, năm 2002. ISBN 9784309276403.
- "羽生善治の将棋を始めたい人のために" Habu Yoshiharu no Shōgi Hajimetai-hito no tame ni. NXB Seibidō, năm 2011. ISBN 9784415310961.
- "羽生善治の将棋入門" Habu Yoshiharu no Shōgi Nyūmon. Liên đoàn Shogi Nhật Bản, năm 2011. ISBN 9784416315156.

#### Sách thường
- "簡単に、単純に考える" Kantan ni, tanjun ni kangaeru. Hội nghiên cứu PHP, năm 2001. ISBN 9784569662817.
- "挑戦する勇気" Chōsensuru Yūki. NXB Asahi Shinbun, năm 2002. ISBN 9784022618887.
- "決断力" Ketsudan-ryoku. NXB Kadokawa Shoten, năm 2005. ISBN 9784047100084.
- "［図解］羽生善治の頭脳強化ドリル―直感力、集中力、決断力、構想力を鍛える" "Zukai" Habu Yoshiharu no Zunō-kyōka Doriru - Chokkan-ryoku, Shūchū-ryoku, Ketsudan-ryoku, Kōsō-ryoku wo kitaeru. Hội nghiên cứu PHP, năm 2007. ISBN 9784569659176.
- "結果を出し続けるために" Kekka wo dashi tsuzukeru tame ni. NXB Nihon Jitsugyō, năm 2010. ISBN 9784534047786.
- "羽生善治の思考" Habu Yoshiharu no Shikō. NXB Pia, năm 2010. ISBN 9784569679532.
- "大局観―自分と闘って負けない心" Taikyoku-kan - Jibun tatakatte makenai-kokoro. NXB Kadokawa Shoten, năm 2011. ISBN 9784047102767.
- "40歳からの適応力" 40-sai kara no Tekiō-ryoku. NXB Fusō, năm 2011. ISBN 9784594073169.
- "才能とは続けられること" Sainō towa tsuzukerareru koto. Hội nghiên cứu PHP, năm 2012. ISBN 9784569782065.
- "直感力" Chokkan-ryoku. Hội nghiên cứu PHP, năm 2012. ISBN 9784569804897.
- "迷いながら、強くなる" Mayoi nagara, tsuyoku naru. NXB Mikasa, năm 2013. ISBN 9784837984115.
- "羽生善治　闘う頭脳" Habu Yoshiharu tatakau-zunō. NXB Bungeishunju, năm 2016. ISBN 9784167905835.
- "永世七冠　羽生善治" Eisei Nanakan Habu Yoshiharu. NXB Takarajima, năm 2018. ISBN 9784800282163.
- "瞬間を生きる" Shunkan wo ikiru. Hội nghiên cứu PHP, năm 2018. ISBN 9784569840758.

### Đồng tác giả
- "盤上の海、詩の宇宙" Banjō no umi, uta no uchū. NXB Kawade Shōbō, năm 1997. ISBN 9784309263199. Đồng tác giả Yoshimasu Gōzō.
- "先を読む頭脳" Saki wo yomu-zunō. NXB Shinchō, năm 2006. ISBN 9784101374710. Đồng tác giả Itō Takashi và Matsubara Hitoshi.
- "勉強について、私たちの考え方と方法" Benkyō ni tsuite, watashitachi no kangae-kata to hōhō. Hội nghiên cứu PHP, năm 2007. ISBN 9784569693521. Đồng tác giả Koyama Masahiko.
- "勝ち続ける力" Kachi tsuzukeru-ryoku. NXB Yamato, năm 2009. ISBN 9784101374727. Đồng tác giả Yanase Naoki.
- "自分の頭で考えるということ" Jibun no Atama de kangaeru toiu koto. NXB Shinchō, năm 2010. ISBN 9784479305934. Đồng tác giả Mogi Ken'ichirō.

## Sách về bản thân
- Hishi Masanobu "四人の名人を破った少年" Yonin no Meijin wo yabutta Shōnen (NXB Hyōten, năm 1990) ISBN 978-4893718150.
- Tạp chí Shōgi Sekai "月刊将棋世界 臨時増刊号 竜王、羽生善治。" Gekkan Shōgi Sekai Rinjizōkan-gō Ryūō, Habu Yoshiharu. (Liên đoàn Shogi Nhật Bản, năm 1990)
- Mori Keiji "羽生善治妙技伝" Habu Yoshiharu Myōgi-tsute (NXB Kimoto, năm 1993) ISBN 978-4905689430.
- Ōya Junsei "羽生善治 天才棋士、その魅力と強さの秘密" Habu Yoshiharu Tensai Kishi, sono Miryoku to Tsuyosa no Himitsu (NXB Keibun, năm 1994) ISBN 978-4766921052
- Takahashi Miyaki "まんが羽生善治物語" Manga Habu Yoshiharu Monogatari (NXB Kumon, năm 1995) ISBN 978-4875769934
- Tanaka Torahiko "羽生善治 神様が愛した青年" Habu Yoshiharu Kamisama ga Aishita Seinen (năm 1996) ISBN 978-4584191286
- Ōsaki Yoshio và các tác giả khác "月刊将棋世界 臨時増刊号 七冠王、羽生善治。" Gekkan Shōgi Sekai Rinjizōkan-gō Nanakan-ō, Habu Yoshiharu. (Liên đoàn Shogi Nhật Bản, năm 1996)
- Takenokuchi Katsuhiro "七冠王 羽生善治 α波頭脳の秘密" Nanakan-ō Habu Yoshiharu arufaba-zunō no hiimitsu (Magazine House, năm 1996) ISBN 978-4838707379
- Bandai Tsutomu và các đồng tác giả "しなやかな天才たち イチロー・武豊・羽生善治" Shinayaka na Tensai-tachi Ichirō - Take Yutaka - Habu Yoshiharu (NXB Ariadne, năm 1996) ISBN 978-4384023152
- Hiura Ichirō "羽生善治名人位防衛戦の舞台裏 羽生vs森内 七番勝負での強さの秘密" Habu Yoshiharu Meijin-i Bōei-sen no Butai-ura Habu vs Moriuchi Nanabanshōbu de no Tsuyosa no Himitsu (NXB Yell, năm 1996) ISBN 978-4753915903
- Ōya Junsei "羽生善治・頭の鍛え方－いかにして｢考える力｣｢集中力｣をつけるか" Habu Yoshiharu - Atama no Kitae-kata - Ika ni shite "Kangaeru-ryoku" "Shūchū-ryoku" wo tsukeru ka (NXB Mikasa, năm 1996) ISBN 978-4837908197
- Hội phóng viên nghiên cứu Thất quán "強すぎる天才・羽生善治の謎" Tsuyosugiru Tensai - Habu Yoshiharu no Nazo (NXB Hon no Mori, năm 1996) ISBN 978-4876932931
- Ōuchi Nobuyuki "子どものための｢超｣集中記憶術－羽生善治に学ぶ" Kodomo no tame no "Chō" shūchū-kiokujutsu - Habu Yoshiharu ni manabu (NXB Kodansha, năm 1997) ISBN 978-4062086509
- Hosaka Kazushi "羽生 21世紀の将棋" Habu 21-seiki no Shōgi (NXB Asahi, năm 1997) ISBN 978-4255970141
- Komuro Akira "天才羽生善治神話 谷川光速流との対決" Tensai Habu Yoshiharu Shinwa Tanigawa Kōsoku to no Taiketsu (NXB San-Ichi, năm 1997) ISBN 978-4380972881
- Shīna Ryūichi "羽生善治 夢と、自信と。" Habu Yoshiharu Yume to, Jishin to (NXB Kenkyusha, năm 2006) ISBN 978-4052026447
- Umeda Mochio "シリコンバレーから将棋を観る 羽生善治と現代" Shirikonbarē kara Shōgi wo miru Habu Yoshiharu to Gendai (NXB Chūōkōron, năm 2009) ISBN 978-4120040283
- Yamada Fumio "最強棋士 羽生善治－天才の育ちと環境" Saikō Kishi Habu Yoshiharu - Tensai no Sodachi to Kankyō (NXB Shibunkaku, năm 2009) ISBN 978-4898063347
- Bessatsu Takarajima số 1666 "羽生善治・考える力－人生を変える史上最強棋士の｢思考法｣" Habu Yoshiharu - Kangaeru-ryoku - Jinsei wo kaeru Shijōsaikyō-kishi no "Shikō-hō" (NXB Takarajima, năm 2009) ISBN 978-4796674157
- Umeda Mochio "どうして羽生さんだけが、そんなに強いんですか？－現代将棋と進化の物語" Dōshite Habu-san dake ga, sonna ni tsuyoi ndesu ka? (NXB Chūōkōron, năm 2010) ISBN 978-4120041778

và nhiều tác phẩm khác.

## Các trò chơi
- "羽生名人のおもしろ将棋" Habu Meijin no Omoshiro-shōgi (cho máy Super Famicom, phát hành năm 1995)
- "最強羽生将棋" Saikō Habu Kishi (cho máy Nintendo 64, phát hành tháng 6 năm 1996)
- "羽生善治将棋で鍛える「決断力」DS" Habu Yoshiharu Shōgi de kitaeru "Ketsudan-ryoku" DS (cho máy Nintendo DS, phát hành ngày 12 tháng 3 năm 2009)
- "羽生将棋" Habu Shōgi (ứng dụng cho điện thoại)
- "激指デラックス　名人戦道場" Gekiyubi Derakkusu Meijin-sen Dōjō (phần mềm cho máy tính, phát hành ngày 19 tháng 7 năm 2013 trên Mynavi)
- "将棋レボリューション 激指13" Shōgi Reboryūshun Gekiyubi 13 (phần mềm cho máy tính, phát hành ngày 13 tháng 12 năm 2013 trên Mynavi)
- "将棋レボリューション 激指15" Shōgi Reboryūshun Gekiyubi 15 (phần mềm cho máy tính, phát hành ngày 8 tháng 7 năm 2019 trên Mynavi)

## Xuất hiện

### Trên các chương trình truyền hình
- NHK Tổng hợp "プロフェッショナル 仕事の流儀" "直感は経験で磨く" Purofesshonaru Shigoto no Ryūgi - Chokkan wa keiken de migaku (phát sóng ngày 13 tháng 7 năm 2006)
- NHK Tổng hợp "プロフェッショナル 仕事の流儀" "ライバルスペシャル 最強の二人、宿命の対決 名人戦 森内俊之vs羽生善治" Purofesshonaru Shigoto no Ryūgi - Raibaru-supesharu Saikyō no Futari, Shukumei no Taiketsu Meijin-sen Moriuchi Toshiyuki vs Habu Yoshiharu (phát sóng ngày 15 tháng 7 năm 2008)
- NHK Tổng hợp "爆笑問題のニッポンの教養" FILE：108 "本当の強さって何？" Bakushō Mondai no Nippon no Kyōyō FILE: 108 Hontō no Tsuyosatte nani? (phát sóng ngày 27 tháng 4 năm 2010)
- NHK Tổng hợp "クローズアップ現" "代学びをあきらめない－74歳老棋士・最後の闘い" Kurōzappu-gen Yo-manabi wo akiramenai - 74-sairō Kishi - Saigo no Tatakai (phát sóng ngày 8 tháng 7 năm 2010)
- Nihon TV "アナザースカイ" Anazā Sukai (phát sóng ngày 9 tháng 12 năm 2011)
- Kênh History "20世紀のファイルから" 20-seiki no Fairu kara
- Nihon TV "世界一受けたい授業" Sekaiichi-uketai Jugyō (phát sóng vào ngày 3 tháng 3 năm 2007) - với tư cách là giảng viên
- NHK Tổng hợp "ふたりっ子" Futarikko - trong vai chính mình
- NHK Giáo dục "ETV特集" "七冠王・羽生善治 将棋の宇宙を語る" ETV-tokushū Nanakan-ō Habu Yoshiharu Shōgi no Uchū wo kataru (phát sóng ngày 16 tháng 2 năm 1996)
- NHK Giáo dục "未来潮流" "羽生善治・吉増剛造 盤上の海・詩の宇宙" Mirai-chōryū Habu Yoshiharu - Yoshimazu Gōzō Banjō no Umi - Shi no Uchū (phát sóng ngày 18 tháng 1 năm 1997)
- NHK Giáo dục "趣味悠々" "羽生善冶の将棋はむずかしくない！" Shumi Yūyū Habu Yoshiharu no Shōgi wa muzukashikunai! (phát sóng năm 1997)
- NHK BShi "100年インタビュー" 100-nen Intabyū (phát sóng ngày 2 tháng 10 năm 2008)
- NHK BS2 "大逆転将棋" Daigyakuten Shōgi
- NHK Tổng hợp "NEWS WEB" "史上最速1300勝" NEWS WEB Shijō-saisoku 1300-shō (phát sóng ngày 21 tháng 11 năm 2014)
- BS Fuji "五木寛之｢風のCafe｣" Itsuki Hiroyuki "Kaze no Cafe" (phát sóng ngày 6 tháng 12 năm 2014)
- NHK BS Premium "盤上のアルファ" Banjō no Arufa (ngày 3 tháng 2 năm 2019) - tập 1 - trong vai chính mình
- NHK BS1 "ザ・ヒューマン 羽生善治 天才棋士 50歳の苦闘" Za Hyūman Habu Yoshiharu Tensai Kishi 50-sai no Kutō (phát sóng ngày 20 tháng 2 năm 2021)
- TV Asahi "徹子の部屋" Tetsuko no Heya (ngày 3 tháng 5 năm 1995, ngày 2 tháng 11 năm 2022)
- TV Tokyo "世界！ニッポン行きたい人応援団" Sekai! Nippon-ikitaijin Ōentan (ngày 21 tháng 11 năm 2022)

### Trên radio
- "王手！最後のお願い" Ōte! Saigo no Onegai (ngày 1 tháng 1 năm 2020, Radio 1 NHK)
- TBS Radio "Meet Up" (ngày 17, 24 tháng 9 năm 2022)

### Trên TV trực tuyến
- Điện Vương chiến x TOYOTA "リアル車将棋" Riaru-kuruma Shōgi (ngày 8 tháng 2, 1 tháng 3 năm 2005) - Bản tháng 3 là bản đặc biệt

### Trong quảng cáo
- Công ty sữa Meiji - "明治ブルガリアヨーグルト" Meiji Burugaria Yōguruto
- Bia Kirin - "秋味" Akiaji
- Viện Giáo dục Kumon - "公文式" Kumon-shiki - cùng với kỳ thủ khác là Tanaka Torahiko
- Nestlé Nhật Bản - "ネスカフェ 匠" Nesukafe-takumi
- Suntory Wellness - "DHA&EPA+セサミンEX" DHA & EPA + Sesamin EX

## Niên biểu thành tích
| - In đậm biểu thị thành tích ở giải danh hiệu. Ô có tên người biểu thị tham gia loạt tranh ngôi. Tên người ở hàng trên là đối thủ. Chữ đậm nền xanh là thất bại trong loạt tranh ngôi. Chữ đậm nền đỏ là giành danh hiệu (đoạt hoặc phòng thủ). Chữ đậm nền hồng là giành danh hiệu và đủ điều kiện đạt danh dự Vĩnh thế. Hàng dưới là kết quả thắng thua. o : Habu thắng, x : Habu thua, j : Hoà do bế tắc, s : Hoà do lặp nước - Giải không danh hiệu - TNV : Tân Nhân Vương Chiến, TV : Thiên Vương chiến, NS : Nhược Sư Tử chiến, ASn : All-Star cũ (n là số ván thắng liên tiếp), SN : Giải vô địch Shogi nhanh, TNB : Giải vô địch toàn Nhật Bản, ASC : Cúp Asahi mở rộng cũ, ASH : Cúp Asahi mở rộng mới, NHC : Ngân Hà Chiến, JT : Giải vô địch toàn Nhật Bản Cúp JT, NHK: Cúp NHK - Đại Thưởng được công bố vào ngày 1 tháng 4 năm sau. MVP : Kỳ thủ Xuất sắc nhất, SVP : Kỳ thủ Ưu tú, SP : Giải thưởng Đặc biệt, WR : Tỉ lệ thắng cao nhất, GW : Nhiều trận thắng nhất, GP : Nhiều ván đấu nhất, STR : Chuỗi thắng dài nhất, RK : Tân binh của năm, BG : Ván đấu hay nhất năm, BGS : Giải Đặc biệt cho Ván đấu hay nhất năm, MK : Giải thưởng Masuda Kōzō, MKS: Giải thưởng Masuda Kōzō đặc biệt, FS: Tinh thần thi đấu, OF: Tinh thần thi đấu (cũ) - Tiền thưởng tính từ tháng 1 đến thắng 12 của năm đó. Đơn vị: Triệu Yên. (Nội dung trong ngoặc) là thứ hạng. Nền đỏ là đứng thứ nhất trong toàn bộ kỳ thủ. - Ghi chú - NTN : Kỷ lục kỳ thủ trẻ tuổi nhất Đ : Lần đầu tiên trong lịch sử - Các vòng đấu - SL1: Vòng sơ loại thứ Nhất, SL2: Vòng sơ loại thứ Hai, SL: Vòng Sơ loại, SLC: Vòng Sơ loại cuối, VCK: Vòng Chung kết |

| Mùa giải | Danh Nhân Tháng 4-6                       | Duệ Vương Tháng 4-6         | Kỳ Thánh Tháng 6-7 Tháng 12-2      | Vương Vị Tháng 7-9         | Vương Toạ Tháng 9-10     | Thập Đẳng/Long Vương Tháng 10-12        | Vương Tướng Tháng 1-3                         | Kỳ Vương Tháng 2-3                          | Vô địch giải không danh hiệu | Đại Thưởng       | Tiền thưởng | Ghi chú |
| 1986     | －                                        | －                          | －                                 | －                         | －                       | －                                      | Kỳ 36 Bị loại SL1                             | Kỳ 12 Bị loại SL                            | －                           | WR RK            |             | Lên chuyên vào ngày 18 tháng 12 năm 1985 (kỳ thủ trung học thứ 3) |
| 1986     | －                                        | －                          | Kỳ 49 Bị loại SL1                  | －                         | －                       | －                                      | Kỳ 36 Bị loại SL1                             | Kỳ 12 Bị loại SL                            | －                           | WR RK            |             | Lên chuyên vào ngày 18 tháng 12 năm 1985 (kỳ thủ trung học thứ 3) |
| 1987     | Kỳ 45 Hạng C2 Trụ lại C2                  | －                          | Bị loại SL2                        | Kỳ 28 Bị loại SL           | Kỳ 35 Bị loại SL         | (Thập Đẳng) Kỳ 26 Bị loại SL            | Bị loại SL1                                   | Bị loại VCK                                 | TV NS                        | WR GW OF         |             | Chiến thắng giải không danh hiệu đầu tiên (Nhược Sư Tử chiến) Chiến thắng giải dành cho toàn bộ kỳ thủ đầu tiên (Thiên Vương chiến)                                            |
| 1987     | Kỳ 45 Hạng C2 Trụ lại C2                  | －                          | Bị loại SL1                        | Kỳ 28 Bị loại SL           | Kỳ 35 Bị loại SL         | (Thập Đẳng) Kỳ 26 Bị loại SL            | Bị loại SL1                                   | Bị loại VCK                                 | TV NS                        | WR GW OF         |             | Chiến thắng giải không danh hiệu đầu tiên (Nhược Sư Tử chiến) Chiến thắng giải dành cho toàn bộ kỳ thủ đầu tiên (Thiên Vương chiến)                                            |
| 1988     | Hạng C2 Thăng lên C1                      | －                          | Bị loại SL1                        | Bị loại SL                 | Bị loại SL1              | (Long Vương) Kỳ 1 Nhất tổ 4 Bị loại VCK | Bị loại SL2                                   | Bị loại VCK                                 | NHK TV TNV AS6               | MVP WR GW GP STR |             | Giành 4 hạng mục Đại Thưởng Vượt qua 4 Danh Nhân và chiến thắng Cúp NHK |
| 1988     | Hạng C2 Thăng lên C1                      | －                          | Bị loại SL1                        | Bị loại SL                 | Bị loại SL1              | (Long Vương) Kỳ 1 Nhất tổ 4 Bị loại VCK | Bị loại SL2                                   | Bị loại VCK                                 | NHK TV TNV AS6               | MVP WR GW GP STR |             | Giành 4 hạng mục Đại Thưởng Vượt qua 4 Danh Nhân và chiến thắng Cúp NHK |
| 1989     | Hạng C1 Trụ lại C1                        | －                          | Bị loại VCK                        | Bị loại SL                 | Bị loại SL2              | Nhất tổ 3 Shima Akira ●持●○○○●○         | Bị loại SL2                                   | Bị loại VCK                                 | TNB NS                       | MVP WR GW GP STR | 18,69       | Giành danh hiệu đầu tiênNTN |
| 1989     | Hạng C1 Trụ lại C1                        | －                          | Bị loại VCK                        | Bị loại SL                 | Bị loại SL2              | Nhất tổ 3 Shima Akira ●持●○○○●○         | Bị loại SL2                                   | Bị loại VCK                                 | TNB NS                       | MVP WR GW GP STR | 18,69       | Giành danh hiệu đầu tiênNTN |
| 1990     | Hạng C1 Thăng lên B2                      | －                          | Bị loại SL1                        | Bị loại SL                 | Bị loại SL1              | Tanigawa Kōji ●●●○●                     | Bị loại SL2                                   | Minami Yoshikazu ○○●○                       | NHC ASH                      |                  | 52,37       | |
| 1990     | Hạng C1 Thăng lên B2                      | －                          | Bị loại VCK                        | Bị loại SL                 | Bị loại SL1              | Tanigawa Kōji ●●●○●                     | Bị loại SL2                                   | Minami Yoshikazu ○○●○                       | NHC ASH                      |                  | 52,37       | |
| 1991     | Hạng B2 Trụ lại B2                        | －                          | Bị loại SL2                        | Bị loại SL                 | Bị loại VCK              | Giáng xuống tổ 2                        | Bị loại khỏi Vòng XĐKCG                       | Minami Yoshikazu ●○○○                       | TNB NHK JT AS5               | OF               | 28,30       | |
| 1991     | Hạng B2 Trụ lại B2                        | －                          | Bị loại VCK                        | Bị loại SL                 | Bị loại VCK              | Giáng xuống tổ 2                        | Bị loại khỏi Vòng XĐKCG                       | Minami Yoshikazu ●○○○                       | TNB NHK JT AS5               | OF               | 28,30       | |
| 1992     | Hạng B2 Thăng lên B1                      | －                          | Bị loại VCK                        | Bị loại SL                 | Fukusaki Bungo ○○○       | Nhất tổ 2 Tanigawa Kōji ●千●○○○●○       | Trụ lại Vòng XĐKCG                            | Tanigawa Kōji 千●○●○○                       | SN                           | MVP WR GW GP STR | 61,97       | |
| 1992     | Hạng B2 Thăng lên B1                      | －                          | Bị loại VCK                        | Bị loại SL                 | Fukusaki Bungo ○○○       | Nhất tổ 2 Tanigawa Kōji ●千●○○○●○       | Trụ lại Vòng XĐKCG                            | Tanigawa Kōji 千●○●○○                       | SN                           | MVP WR GW GP STR | 61,97       | |
| 1993     | Hạng B1 Thăng lên A                       | －                          | Tanigawa Kōji ●○○○                 | Gōda Masataka ○○○○         | Tanigawa Kōji ○○○        | Satō Yasumitsu ○●○●●●                   | Trụ lại vòng XĐKCG                            | Minami Yoshikazu ○○○                        |                              | MVP              | 100,63      | |
| 1993     | Hạng B1 Thăng lên A                       | －                          | Tanigawa Kōji ○○千千●●○            | Gōda Masataka ○○○○         | Tanigawa Kōji ○○○        | Satō Yasumitsu ○●○●●●                   | Trụ lại vòng XĐKCG                            | Minami Yoshikazu ○○○                        |                              | MVP              | 100,63      | |
| 1994     | Yonenaga Kunio ○○○●●○                     | －                          | Tanigawa Kōji ○●○○                 | Gōda Masataka ○○●●●○○      | Tanigawa Kōji ○○○        | Hạng 3 tổ 1 Satō Yasumitsu ○○○●●○       | Tanigawa Kōji ●●○○●○千●                       | Morishita Taku ○○○                          |                              | MVP GW           | 112,97      | Lục quánNTN: Long Vương chiến Bỏ lỡ Thất quán: Vương Tướng Chiến Đạt điều kiện Vĩnh thế Kỳ Vương (liên tiếp 5 kỳ)                                                              |
| 1994     | Yonenaga Kunio ○○○●●○                     | －                          | Shima Akira ○○○                    | Gōda Masataka ○○●●●○○      | Tanigawa Kōji ○○○        | Hạng 3 tổ 1 Satō Yasumitsu ○○○●●○       | Tanigawa Kōji ●●○○●○千●                       | Morishita Taku ○○○                          |                              | MVP GW           | 112,97      | Lục quánNTN: Long Vương chiến Bỏ lỡ Thất quán: Vương Tướng Chiến Đạt điều kiện Vĩnh thế Kỳ Vương (liên tiếp 5 kỳ)                                                              |
| Mùa giải | Danh Nhân Tháng 4-6                       | Duệ Vương Tháng 4-6         | Kỳ Thánh Tháng 6-7                 | Vương Vị Tháng 7-9         | Vương Toạ Tháng 9-10     | Long Vương Tháng 10-12                  | Vương Tướng Tháng 1-3                         | Kỳ Vương Tháng 2-3                          | Vô địch giải không danh hiệu | Đại Thưởng       | Tiền thưởng | Ghi chú |
| 1995     | Kỳ 53 Morishita Taku ○○●○○                | －                          | Kỳ 66 Miura Hiroyuki ○○○           | Kỳ 36 Gōda Masataka ●●○○○○ | Kỳ 43 Mori Keiji ○○○     | Kỳ 8 Satō Yasumitsu ●○●○○○              | Kỳ 45 Tanigawa Kōji ○○○○ Giành được Thất quán | Kỳ 21 Takahashi Michio ○○○ Bảo vệ Thất quán | NHK SN                       | MVP WR SP GW     | 165,97      | Thất quánĐ (14/2/1996) Đạt điều kiện Vĩnh thế Kỳ Thánh (liên tiếp 5 kỳ) |
| 1996     | Moriuchi Toshiyuki ○○○●○ Bảo vệ Thất quán | －                          | Miura Hiroyuki ●○○●● Mất Thất quán | Fukaura Kōichi ○○●○○       | Shima Akira ○○○          | Tanigawa Kōji ○●●●●                     | Tanigawa Kōji ○○○○                            | Morishita Taku ○○○                          |                              | MVP              | 161,45      | Mất Thất quán (20/7/1996) Đạt điều kiện Danh dự Vương Tọa (liên tiếp 5 kỳ) |
| 1997     | Tanigawa Kōji ●○●●○●                      | －                          | Bị loại VCK                        | Satō Yasumitsu ○○●○○       | Shima Akira ○○○          | Trụ lại tổ 1                            | Satō Yasumitsu ○○●○○                          | Gōda Masataka ○千○●○                        | TNB NHK                      |                  | 101,82      | Đạt điều kiện Vĩnh thế Vương Vị (liên tiếp 5 kỳ) Đứng thứ nhất xếp hạng tiền thưởng là Tanigawa                                                                                |
| 1998     | Hạng A Trụ lại A                          | －                          | Bị loại VCK                        | Satō Yasumitsu ○○●○●○      | Tanigawa Kōji ●●○○○      | Nhì tổ 1 Bị loại VCK                    | Morishita Taku ●○○○○                          | Satō Yasumitsu ○○○                          | NHK JT                       | MVP GP           | 114,66      | |
| 1999     | Hạng A Trụ lại A                          | －                          | Bị loại VCK                        | Tanigawa Kōji ○○○○         | Maruyama Tadahisa ○●○○   | Trụ lại tổ 1                            | Satō Yasumitsu ○○○○                           | Moriuchi Toshiyuki ○●○○                     |                              | MVP              | 78,72       | |
| 2000     | Hạng A Trụ lại A                          | －                          | Tanigawa Kōji ●○●○○                | Tanigawa Kōji ○●○●○●○      | Fujii Takeshi ●○千●○○    | Nhì tổ 1 Fujii Takeshi ●○●●○○●          | Tanigawa Kōji oxooo                           | Kubo Toshiaki ooxo                          | NHC NHK AS16                 | MVP WR GW GP STR | 105,95      | |
| 2001     | Hạng A Trụ lại A                          | －                          | Gōda Masataka ○●●○●                | Yashiki Nobuyuki ○○○○      | Kubo Toshiaki ○○●○       | Hạng 3 tổ 1 Fujii Takeshi ○●○○○         | Satō Yasumitsu ●●○●○●                         | Satō Yasumitsu ●○○○                         | NHC                          | MVP              | 115,19      | |
| 2002     | Hạng A Trụ lại A                          | －                          | Bị loại VCK                        | Tanigawa Kōji ●●●○千●      | Satō Yasumitsu ○○○       | Abe Takashi 千千○○●●●○○                 | Satō Yasumitsu ○○○○                           | Maruyama Tadahisa ○○●●●                     | SN AS7                       | MVP GW GP        | 110,48      | |
| 2003     | Moriuchi Toshiyuki ○○○千○                 | －                          | Bị loại SLC                        | Tanigawa Kōji ●●●○●        | Watanabe Akira ○●●千○○   | Moriuchi Toshiyuki ●●●●                 | Moriuchi Toshiyuki ●千○●●○●                   | Bị loại VCK                                 | ASC JT                       |                  | 129,10      | |
| 2004     | Moriuchi Toshiyuki ●●○●○●                 | －                          | Bị loại VCK                        | Tanigawa Kōji ●○○○○        | Moriuchi Toshiyuki ○○●○  | Hạng 3 tổ 1 Bị loại VCK                 | Moriuchi Toshiyuki ○○○○                       | Tanigawa Kōji ○○○                           | ASC NHC                      | MVP GW GP        | 112,72      | Để mất liên tiếp 3 danh hiệu cho Moriuchi Toshiyuki Xuống Nhất quán: Danh Nhân chiến                                                                                           |
| 2005     | Moriuchi Toshiyuki ○●●●○○●                | －                          | Satō Yasumitsu ○●●○●               | Satō Yasumitsu ●●○○●○○     | Satō Yasumitsu 千○○○     | Trụ lại tổ 1                            | Satō Yasumitsu ○○○●●●○                        | Moriuchi Toshiyuki ●●○●                     | ASC                          | MVP GP STR       | 103,91      | Kỷ lục giữ cùng một danh hiệu liên tiếp mới: 14 kỳ Vương Tọa liên tiếp |
| 2006     | Hạng A Trụ lại A                          | －                          | Thua ván XĐKCG                     | Satō Yasumitsu ○○●●○○      | Satō Yasumitsu ○○○       | Trụ lại tổ 1                            | Satō Yasumitsu 千●○○○●千●○                    | Bị loại VCK                                 | ASC NHC                      | SVP BG           | 93,76       | Đạt điều kiện Vĩnh thế Vương Tướng (tổng cộng 10 kỳ) |
| 2007     | Hạng A Trụ lại A                          | －                          | Bị loại VCK                        | Fukaura Kōichi ●●○●○○●     | Kubo Toshiaki ○○○        | Hạng 3 tổ 1 Bị loại VCK                 | Kubo Toshiaki ○○●○○                           | Satō Yasumitsu ○●○●●                        |                              | MVP GW GP BG     | 81,32       | Đạt được cột mốc 1000 ván thắngT (nhanh nhất, tỷ lệ thắng cao nhất) |
| 2008     | Moriuchi Toshiyuki ●○○○●○                 | －                          | Satō Yasumitsu ●●○○○               | Fukaura Kōichi ○●●●○○●     | Kimura Kazuki ○○○        | Hạng 5 tổ 1 Watanabe Akira ○○○●●●●      | Fukaura Kōichi ○●●○●○○                        | Bị loại VCK                                 | NHK                          | MVP BG           | 107,11      | Đạt điều kiện Vĩnh thế Danh Nhân (tổng cộng 5 kỳ - Thập cửu thế Danh Nhân) Vĩnh thế Lục quánĐ                                                                                  |
| 2009     | Gōda Masataka ○●○●●○○                     | －                          | Kimura Kazuki ○●●○○                | Trụ lại Vòng XĐKCG         | Yamasaki Takayuki ○○○    | Nhì tổ 1 Bị loại VCK                    | Kubo Toshiaki ●○●○●                           | Bị loại VCK                                 | NHK ASH                      | MVP              | 112,78      | |
| 2010     | Miura Hiroyuki ○○○○                       | －                          | Fukaura Kōichi ○○○                 | Thua ván XĐKCG             | Fujii Takeshi ○○○        | Hạng 3 tổ 1 Watanabe Akira ●●○○●●       | Trụ lại Vòng XĐKCG                            | Bị loại VCK                                 | NHK JT                       | MVP GW           | 115,76      | Kỳ Vương Tọa thứ 19 liên tiếp (6 lần chiến thắng 3-0 liên tiếp) |
| 2011     | Moriuchi Toshiyuki ●●●○○○●                | －                          | Fukaura Kōichi ○千○○               | Hirose Akihito ●●○○●○○     | Watanabe Akira ●●●       | Hạng 3 tổ 1 Bị loại VCK                 | Trụ lại Vòng XĐKCG                            | Bị loại VCK                                 | NHK ASH JT                   | MVP GW GP        | 98,86       | Cúp NHK Danh dự |
| 2012     | Moriuchi Toshiyuki ●○●○●●                 | －                          | Nakamura Taichi ○○○                | Fujii Takeshi 千○●○○○      | Watanabe Akira 千○○●○    | Trụ lại tổ 1                            | Trụ lại Vòng XĐKCG                            | Bị loại VCK                                 | NHC                          | SVP GW GP BG SP  | 91,75       | 81 kỳ danh hiệu (nhiều nhất lịch sử) Đạt được cột mốc 1200 ván thắngNTN (nhanh nhất - tỷ lệ thắng cao nhất)                                                                    |
| 2013     | Moriuchi Toshiyuki ●●○●●                  | －                          | Watanabe Akira ○○●○                | Namekata Hisashi ○○●○○     | Nakamura Taichi ●○●千○○  | Hạng 3 tổ 1 Bị loại VCK                 | Watanabe Akira ●●○○●○●                        | Bị loại VCK                                 | ASH                          | SVP GW GP BG     | 72,81       | Chiến thắng 125 giải đấu chính thức (kỷ lục): Kỳ Thánh chiến Sở hữu cùng 1 danh hiệu 21 kỳ (kỷ lục): Vương Tọa chiến Đứng thứ nhất bảng xếp hạng tiền thưởng là Watanabe Akira |
| 2014     | Moriuchi Toshiyuki ○○○○                   | －                          | Moriuchi Toshiyuki ○○○             | Kimura Kazuki ●○持○○●○     | Toyoshima Masayuki ○●●○○ | Nhất tổ 1 Bị loại VCK                   | Trụ lại Vòng XĐKCG                            | Watanabe Akira ●●●                          | ASH                          | MVP BG           | 114,99      | |
| 2015     | Namekata Hisashi ○●○○○                    | (Kỳ 1) Không tham gia       | Toyoshima Masayuki ○●○○            | Hirose Akihito ○○●○○       | Satō Amahiko ○●●○○       | Nhất tổ 1 Bị loại VCK                   | Gōda Masataka ●○○●●●                          | Bị loại VCK                                 |                              | MVP BGS          | 119,00      | |
| 2016     | Satō Amahiko ○●●●●                        | (Kỳ 2)                      | Nagase Takuya 千●○●○○              | Kimura Kazuki ●○○●●○○      | Itodani Tetsurō ○○○      | Trụ lại tổ 1                            | Bị loại khỏi Vòng XĐKCG                       | Bị loại VCK                                 |                              | SVP              | 91,50       | |
| 2017     | Hạng A Trụ lại A                          | －                          | Saitō Shintarō ○○●○                | Sugai Tatsuya ●●○●●        | Nakamura Taichi ●●○●     | Nhì tổ 1 Watanabe Akira ○○●○○           | Bị loại SL2                                   | Bị loại VCK                                 |                              | MVP BG           | 50,70       | Đạt điều kiện Vĩnh thế Long Vương (tổng cộng 7 kỳ) Vĩnh thế Thất quánĐ Đứng thứ nhất bảng xếp hạng tiền thưởng là Watanabe Akira                                               |
| 2018     | Satō Amahiko ○●○●●●                       | Kỳ 3 Bị loại Cửu đẳng chiến | Toyoshima Masayuki ●○●○●           | Thua ván XĐKCG             | Bị loại VCK              | Hirose Akihito ○○●●○●●                  | Bị loại SL2                                   | Bị loại VCK                                 | NHK                          | BG               | 75,52       | Mất hết danh hiệu sau 27 năm 9 tháng Vô địch 45 giải đấu không danh hiệu (kỷ lục): Cúp NHK                                                                                     |
| 2019     | Hạng A Trụ lại A                          | Bị loại VCK                 | Bị loại VCK                        | Thua ván XĐKCG             | Bị loại VCK              | Trụ lại tổ 1                            | Trụ lại Vòng XĐKCG                            | Bị loại VCK                                 |                              |                  | 39,99       | Đạt được cột mốc 1434 ván thắng (nhiều nhất lịch sử) |
| 2020     | Hạng A Trụ lại A                          | Bị loại Cửu đẳng chiến      | Bị loại SL2                        | Trụ lại Vòng XĐKCG         | Bị loại VCK              | Nhất tổ 1 Toyoshima Masayuki ●○●●●      | Trụ lại Vòng XĐKCG                            | Bị loại VCK                                 |                              |                  | 24,91       | |
| 2021     | Hạng A Trụ lại A                          | Bị loại Cửu đẳng chiến      | Bị loại SL2                        | Thua ván XĐKCG             | Bị loại SL2              | Hạng 4 tổ 1 Bị loại VCK                 | Trụ lại Vòng XĐKCG                            | Bị loại VCK                                 |                              |                  | 32,36       | |
| 2022     | Hạng A Giáng xuống B1                     | Bị loại Cửu đẳng chiến      | Bị loại SL2                        | Trụ lại Vòng XĐKCG         | Bị loại SL2              | Trụ lại tổ 1                            | Fujii Sōta ●○●○●●                             | Bị loại VCK                                 |                              | FS BG            |             | Đạt được cột mốc 1500 ván thắngĐ |
| 2023     | Hạng B1 Trụ lại B1                        | Bị loại Cửu đẳng chiến      | Bị loại VCK                        | Thua ván XĐKCG             | Bị loại VCK              | Nhì tổ 1 Bị loại VCK                    |                                               |                                             |                              |                  |             | |

## Danh hiệu
| Ngày                      | Danh hiệu              | Các danh hiệu sở hữu                                                                                   | Số ngày   | Số ngày   | Số ngày                               | Ghi chú                                                                                    |
| ------------------------- | ---------------------- | --- | --------- | --------- | ------------------------------------- | ------------------------------------------------------------------------------------------ |
| Ngày 18 tháng 12 năm 1985 | Tứ đẳng                | | 835 ngày  | 835 ngày  | 835 ngày                              | Lên chuyên                                                                                 |
| Ngày 1 tháng 4 năm 1988   | Ngũ đẳng               | | 548 ngày  | 548 ngày  | 548 ngày                              | Thăng lên hạng C1 - Thuận Vị chiến kỳ 46                                                   |
| Ngày 1 tháng 10 năm 1989  | Lục đẳng               | | 87 ngày   | 87 ngày   | 87 ngày                               | Khiêu chiến Long Vương sau khi lên Ngũ đẳng                                                |
| Ngày 27 tháng 12 năm 1989 | Long Vương             | Long Vương                                                                                             | 335 ngày  | 335 ngày  | (446 ngày)                            | Giành danh hiệu Long Vương - Long Vương chiến kỳ 2                                         |
| Ngày 27 tháng 11 năm 1990 | Tiền Long Vương        | | 111 ngày  | 111 ngày  | (446 ngày)                            | Mất danh hiệu Long Vương - Long Vương chiến kỳ 3                                           |
| Ngày 18 tháng 3 năm 1991  | Kỳ Vương               | Kỳ Vương                                                                                               | 554 ngày  | 554 ngày  | Tổng cộng 10140 ngày sở hữu danh hiệu | Giành danh hiệu Kỳ Vương - Kỳ Vương chiến kỳ 16                                            |
| Ngày 22 tháng 9 năm 1992  | Nhị quán               | Vương Tọa - Kỳ Vương                                                                                   | 106 ngày  | 106 ngày  | Tổng cộng 10140 ngày sở hữu danh hiệu | Giành danh hiệu Vương Tọa - Vương Tọa chiến kỳ 40                                          |
| Ngày 6 tháng 1 năm 1993   | Long Vương             | Long Vương - Vương Tọa - Kỳ Vương                                                                      | 194 ngày  | 338 ngày  | Tổng cộng 10140 ngày sở hữu danh hiệu | Giành danh hiệu Long Vương - Long Vương chiến kỳ 5                                         |
| Ngày 19 tháng 7 năm 1993  | Long Vương             | Long Vương - Kỳ Thánh - Vương Tọa - Kỳ Vương                                                           | 30 ngày   | 338 ngày  | Tổng cộng 10140 ngày sở hữu danh hiệu | Giành danh hiệu Kỳ Thánh - Kỳ Thánh chiến kỳ 62                                            |
| Ngày 18 tháng 8 năm 1993  | Long Vương             | Long Vương - Kỳ Thánh - Vương Vị - Vương Tọa - Kỳ Vương                                                | 114 ngày  | 338 ngày  | Tổng cộng 10140 ngày sở hữu danh hiệu | Giành danh hiệu Vương Vị - Vương Vị chiến kỳ 34                                            |
| Ngày 10 tháng 12 năm 1993 | Tứ quán                | Kỳ Thánh - Vương Vị - Vương Tọa - Kỳ Vương                                                             | 179 ngày  | 179 ngày  | Tổng cộng 10140 ngày sở hữu danh hiệu | Mất danh hiệu Long Vương - Long Vương chiến kỳ 6                                           |
| Ngày 7 tháng 6 năm 1994   | Danh Nhân              | Danh Nhân - Kỳ Thánh - Vương Vị - Vương Tọa - Kỳ Vương                                                 | 185 ngày  | 185 ngày  | Tổng cộng 10140 ngày sở hữu danh hiệu | Giành danh hiệu Danh Nhân - Danh Nhân chiến kỳ 52                                          |
| Ngày 9 tháng 12 năm 1994  | Long Vương - Danh Nhân | Long Vương - Danh Nhân - Kỳ Thánh - Vương Vị - Vương Tọa - Kỳ Vương                                    | 432 ngày  | 721 ngày  | Tổng cộng 10140 ngày sở hữu danh hiệu | Giành danh hiệu Long Vương - Long Vương chiến kỳ 7                                         |
| Ngày 14 tháng 2 năm 1996  | Long Vương - Danh Nhân | Long Vương - Danh Nhân - Kỳ Thánh - Vương Vị - Vương Tọa - Kỳ Vương - Vương Tướng (tất cả 7 danh hiệu) | 167 ngày  | 721 ngày  | Tổng cộng 10140 ngày sở hữu danh hiệu | Giành danh hiệu Vương Tướng - Vương Tướng chiến kỳ 45 Sở hữu tất cả 7 danh hiệu đương thời |
| Ngày 30 tháng 7 năm 1996  | Long Vương - Danh Nhân | Long Vương - Danh Nhân - Vương Vị - Vương Tọa - Kỳ Vương - Vương Tướng                                 | 122 ngày  | 721 ngày  | Tổng cộng 10140 ngày sở hữu danh hiệu | Mất danh hiệu Kỳ Thánh - Kỳ Thánh chiến kỳ 67                                              |
| Ngày 29 tháng 11 năm 1996 | Danh Nhân              | Danh Nhân - Vương Vị - Vương Tọa - Kỳ Vương - Vương Tướng                                              | 194 ngày  | 194 ngày  | Tổng cộng 10140 ngày sở hữu danh hiệu | Mất danh hiệu Long Vương - Long Vương chiến kỳ 9                                           |
| Ngày 11 tháng 6 năm 1997  | Tứ quán                | Vương Vị - Vương Tọa - Kỳ Vương - Vương Tướng                                                          | 1146 ngày | 1146 ngày | Tổng cộng 10140 ngày sở hữu danh hiệu | Mất danh hiệu Danh Nhân - Danh Nhân chiến kỳ 55                                            |
| Ngày 31 tháng 7 năm 2000  | Ngũ quán               | Kỳ Thánh - Vương Vị - Vương Tọa - Kỳ Vương - Vương Tướng                                               | 371 ngày  | 371 ngày  | Tổng cộng 10140 ngày sở hữu danh hiệu | Giành danh hiệu Kỳ Thánh - Kỳ Thánh chiến kỳ 71                                            |
| Ngày 6 tháng 8 năm 2001   | Tứ quán                | Vương Vị - Vương Tọa - Kỳ Vương - Vương Tướng                                                          | 116 ngày  | 116 ngày  | Tổng cộng 10140 ngày sở hữu danh hiệu | Mất danh hiệu Kỳ Thánh - Kỳ Thánh chiến kỳ 72                                              |
| Ngày 30 tháng 11 năm 2001 | Long Vương             | Long Vương - Vương Vị - Vương Tọa - Kỳ Vương - Vương Tướng                                             | 102 ngày  | 536 ngày  | Tổng cộng 10140 ngày sở hữu danh hiệu | Giành danh hiệu Long Vương - Long Vương chiến kỳ 14                                        |
| Ngày 12 tháng 3 năm 2002  | Long Vương             | Long Vương - Vương Vị - Vương Tọa - Kỳ Vương                                                           | 170 ngày  | 536 ngày  | Tổng cộng 10140 ngày sở hữu danh hiệu | Mất danh hiệu Vương Tướng - Vương Tướng chiến kỳ 51                                        |
| Ngày 29 tháng 8 năm 2002  | Long Vương             | Long Vương - Vương Tọa - Kỳ Vương                                                                      | 168 ngày  | 536 ngày  | Tổng cộng 10140 ngày sở hữu danh hiệu | Mất danh hiệu Vương Vị - Vương Vị chiến kỳ 43                                              |
| Ngày 13 tháng 2 năm 2003  | Long Vương             | Long Vương - Vương Tọa - Kỳ Vương - Vương Tướng                                                        | 35 ngày   | 536 ngày  | Tổng cộng 10140 ngày sở hữu danh hiệu | Giành danh hiệu Vương Tướng - Vương Tướng chiến kỳ 52                                      |
| Ngày 20 tháng 3 năm 2003  | Long Vương             | Long Vương - Vương Tọa - Vương Tướng                                                                   | 61 ngày   | 536 ngày  | Tổng cộng 10140 ngày sở hữu danh hiệu | Mất danh hiệu Kỳ Vương - Kỳ Vương chiến kỳ 28                                              |
| Ngày 20 tháng 5 năm 2003  | Long Vương - Danh Nhân | Long Vương - Danh Nhân - Vương Tọa - Vương Tướng                                                       | 191 ngày  | 191 ngày  | Tổng cộng 10140 ngày sở hữu danh hiệu | Giành danh hiệu Danh Nhân - Danh Nhân chiến kỳ 61                                          |
| Ngày 27 tháng 11 năm 2003 | Danh Nhân              | Danh Nhân - Vương Tọa - Vương Tướng                                                                    | 110 ngày  | 197 ngày  | Tổng cộng 10140 ngày sở hữu danh hiệu | Mất danh hiệu Long Vương - Long Vương chiến kỳ 16                                          |
| Ngày 16 tháng 3 năm 2004  | Danh Nhân              | Danh Nhân - Vương Tọa                                                                                  | 87 ngày   | 197 ngày  | Tổng cộng 10140 ngày sở hữu danh hiệu | Mất danh hiệu Vương Tướng - Vương Tướng chiến kỳ 53                                        |
| Ngày 11 tháng 6 năm 2004  | Vương Tọa              | Vương Tọa                                                                                              | 89 ngày   | 89 ngày   | Tổng cộng 10140 ngày sở hữu danh hiệu | Mất danh hiệu Danh Nhân - Danh Nhân chiến kỳ 62                                            |
| Ngày 8 tháng 9 năm 2004   | Nhị quán               | Vương Vị - Vương Tọa                                                                                   | 155 ngày  | 155 ngày  | Tổng cộng 10140 ngày sở hữu danh hiệu | Giành danh hiệu Vương Vị - Vương Vị chiến kỳ 45                                            |
| Ngày 10 tháng 2 năm 2005  | Tam quán               | Vương Vị - Vương Tọa - Vương Tướng                                                                     | 15 ngày   | 15 ngày   | Tổng cộng 10140 ngày sở hữu danh hiệu | Giành danh hiệu Vương Tướng - Vương Tướng chiến kỳ 54                                      |
| Ngày 25 tháng 2 năm 2005  | Tứ quán                | Vương Vị - Vương Tọa - Kỳ Vương - Vương Tướng                                                          | 379 ngày  | 379 ngày  | Tổng cộng 10140 ngày sở hữu danh hiệu | Giành danh hiệu Kỳ Vương - Kỳ Vương chiến kỳ 31                                            |
| Ngày 11 tháng 3 năm 2006  | Tam quán               | Vương Vị - Vương Tọa - Vương Tướng                                                                     | 564 ngày  | 564 ngày  | Tổng cộng 10140 ngày sở hữu danh hiệu | Mất danh hiệu Kỳ Vương - Kỳ Vương chiến kỳ 32                                              |
| Ngày 26 tháng 9 năm 2007  | Nhị quán               | Vương Tọa - Vương Tướng                                                                                | 265 ngày  | 265 ngày  | Tổng cộng 10140 ngày sở hữu danh hiệu | Mất danh hiệu Vương Vị - Vương Vị chiến kỳ 48                                              |
| Ngày 17 tháng 6 năm 2008  | Danh Nhân              | Danh Nhân - Vương Tọa - Vương Tướng                                                                    | 31 ngày   | 1100 ngày | Tổng cộng 10140 ngày sở hữu danh hiệu | Giành danh hiệu Danh Nhân - Danh Nhân chiến kỳ 66                                          |
| Ngày 18 tháng 7 năm 2008  | Danh Nhân              | Danh Nhân - Kỳ Thánh - Vương Tọa - Vương Tướng                                                         | 607 ngày  | 1100 ngày | Tổng cộng 10140 ngày sở hữu danh hiệu | Giành danh hiệu Kỳ Thánh - Kỳ Thánh chiến kỳ 79                                            |
| Tháng 8 năm 2009          | Danh Nhân              | Danh Nhân - Vương Tọa - Kỳ Thánh - Vương Tướng                                                         | 607 ngày  | 1100 ngày | Tổng cộng 10140 ngày sở hữu danh hiệu | Thay đổi thứ bậc của Kỳ Thánh chiến                                                        |
| Ngày 17 tháng 3 năm 2010  | Danh Nhân              | Danh Nhân - Vương Tọa - Kỳ Thánh                                                                       | 462 ngày  | 1100 ngày | Tổng cộng 10140 ngày sở hữu danh hiệu | Mất danh hiệu Vương Tướng - Vương Tướng chiến kỳ 59                                        |
| Ngày 22 tháng 6 năm 2011  | Nhị quán               | Vương Tọa - Kỳ Thánh                                                                                   | 83 ngày   | 83 ngày   | Tổng cộng 10140 ngày sở hữu danh hiệu | Mất danh hiệu Danh Nhân - Danh Nhân chiến kỳ 69                                            |
| Ngày 13 tháng 9 năm 2011  | Tam quán               | Vương Vị - Vương Tọa - Kỳ Thánh                                                                        | 14 ngày   | 14 ngày   | Tổng cộng 10140 ngày sở hữu danh hiệu | Giành danh hiệu Vương Vị - Vương Vị chiến kỳ 52                                            |
| Ngày 27 tháng 9 năm 2011  | Nhị quán               | Vương Vị - Kỳ Thánh                                                                                    | 372 ngày  | 372 ngày  | Tổng cộng 10140 ngày sở hữu danh hiệu | Mất danh hiệu Vương Tọa - Vương Tọa chiến kỳ 59                                            |
| Ngày 3 tháng 10 năm 2012  | Tam quán               | Vương Vị - Vương Tọa - Kỳ Thánh                                                                        | 595 ngày  | 595 ngày  | Tổng cộng 10140 ngày sở hữu danh hiệu | Giành danh hiệu Vương Tọa - Vương Tọa chiến kỳ 60                                          |
| Ngày 21 tháng 5 năm 2014  | Danh Nhân              | Danh Nhân - Vương Vị - Vương Tọa - Kỳ Thánh                                                            | 741 ngày  | 741 ngày  | Tổng cộng 10140 ngày sở hữu danh hiệu | Giành danh hiệu Danh Nhân - Danh Nhân chiến kỳ 72                                          |
| Ngày 31 tháng 5 năm 2016  | Tam quán               | Vương Vị - Vương Tọa - Kỳ Thánh                                                                        | 456 ngày  | 456 ngày  | Tổng cộng 10140 ngày sở hữu danh hiệu | Mất danh hiệu Danh Nhân - Danh Nhân chiến kỳ 74                                            |
| Ngày 30 tháng 8 năm 2017  | Nhị quán               | Vương Tọa - Kỳ Thánh                                                                                   | 42 ngày   | 42 ngày   | Tổng cộng 10140 ngày sở hữu danh hiệu | Mất danh hiệu Vương Vị - Vương Vị chiến kỳ 58                                              |
| Ngày 11 tháng 10 năm 2017 | Kỳ Thánh               | Kỳ Thánh                                                                                               | 55 ngày   | 55 ngày   | Tổng cộng 10140 ngày sở hữu danh hiệu | Mất danh hiệu Vương Tọa - Vương Tọa chiến kỳ 65                                            |
| Ngày 5 tháng 12 năm 2017  | Long Vương             | Long Vương - Kỳ Thánh                                                                                  | 224 ngày  | 381 ngày  | Tổng cộng 10140 ngày sở hữu danh hiệu | Giành danh hiệu Long Vương - Long Vương chiến kỳ 30                                        |
| Ngày 17 tháng 7 năm 2018  | Long Vương             | Long Vương                                                                                             | 157 ngày  | 381 ngày  | Tổng cộng 10140 ngày sở hữu danh hiệu | Mất danh hiệu Kỳ Thánh - Kỳ Thánh chiến kỳ 89                                              |
| Ngày 21 tháng 12 năm 2018 | Cửu đẳng               | | 2267 ngày | 2267 ngày | 2267 ngày                             | Mất danh hiệu Long Vương - Long Vương chiến kỳ 31                                          |
| ngày 6 tháng 3 năm 2025   | Cửu đẳng               | | 2267 ngày | 2267 ngày | 2267 ngày                             | (tính đến ngày 6 tháng 3 năm 2025)                                                         |

## Các diễn viên thủ vai Habu
- Higashide Masahiro - trong phim "Thanh xuân của Satoshi" (năm 2016, đạo diễn: Mori Yoshitaka, nguyên tác: Ōsaki Yoshio)
- Tsuchiya Nobuyuki - trong bộ phim truyền hình "Cửu đẳng trầm cảm" (năm 2020, nguyên tác: Senzaki Manabu)